# Liste d'églises avec clocher à horloge excentrée
 (février 2016).

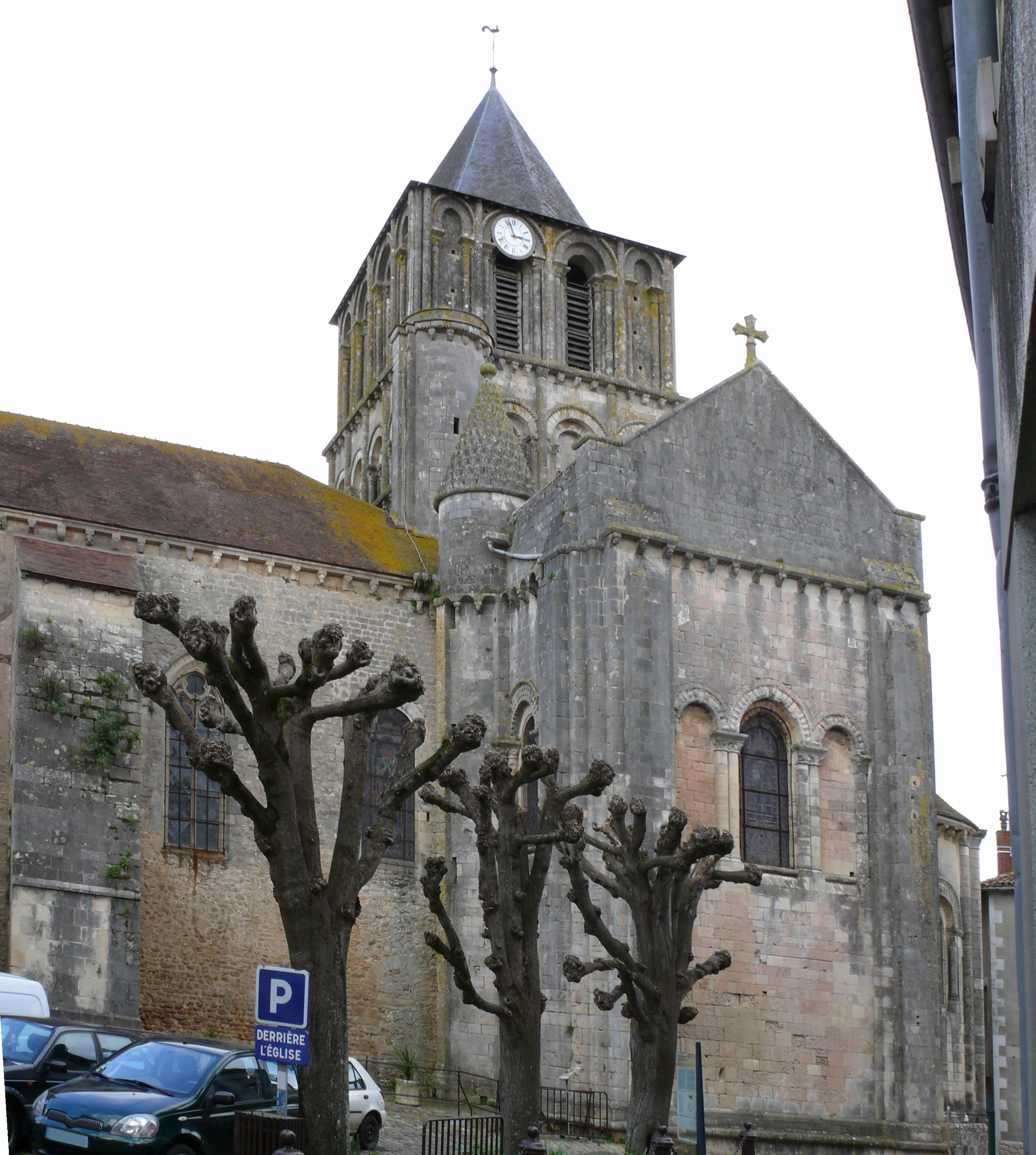
Notre-Dame-et-Saint-Junien de Lusignan, en Poitou-Charente.

Certains édifices religieux, tels que des églises de petites communes, possèdent une ou des horloges installées non au centre de leur clocher, mais sur son bord. Les raisons semblent en avoir été d'ordre technique ou économique.

## France

### Département de l'Ain
- Boz, église Saint-Sébastien.

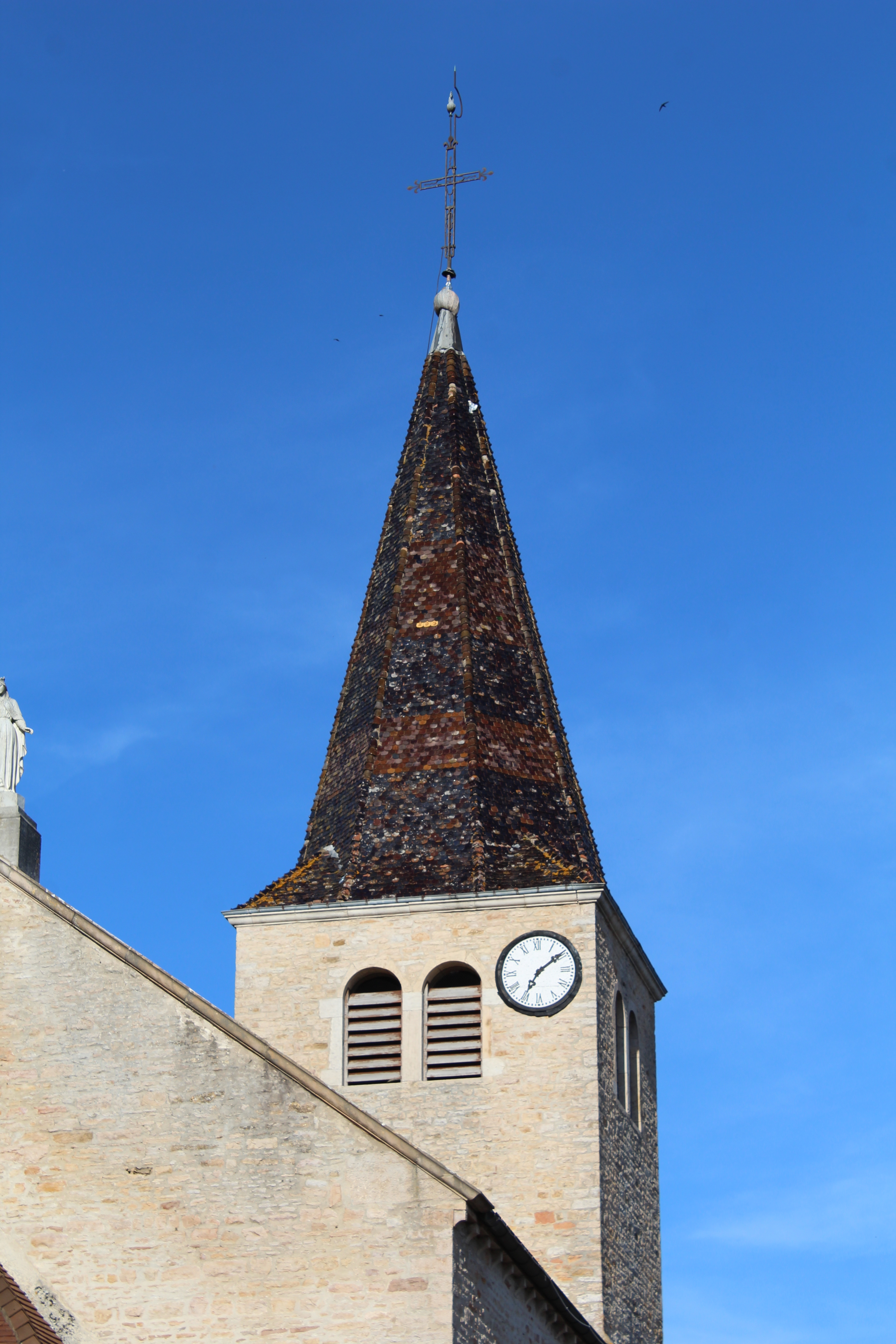
Boz.

### Département de l'Aisne
- Aubenton ;
- Franqueville, dépourvue actuellement de son horloge, dont l'emplacement est recouvert ou obstrué par du bois ;
- Hary, pour l'horloge côté est (celle du côté ouest est centrée).

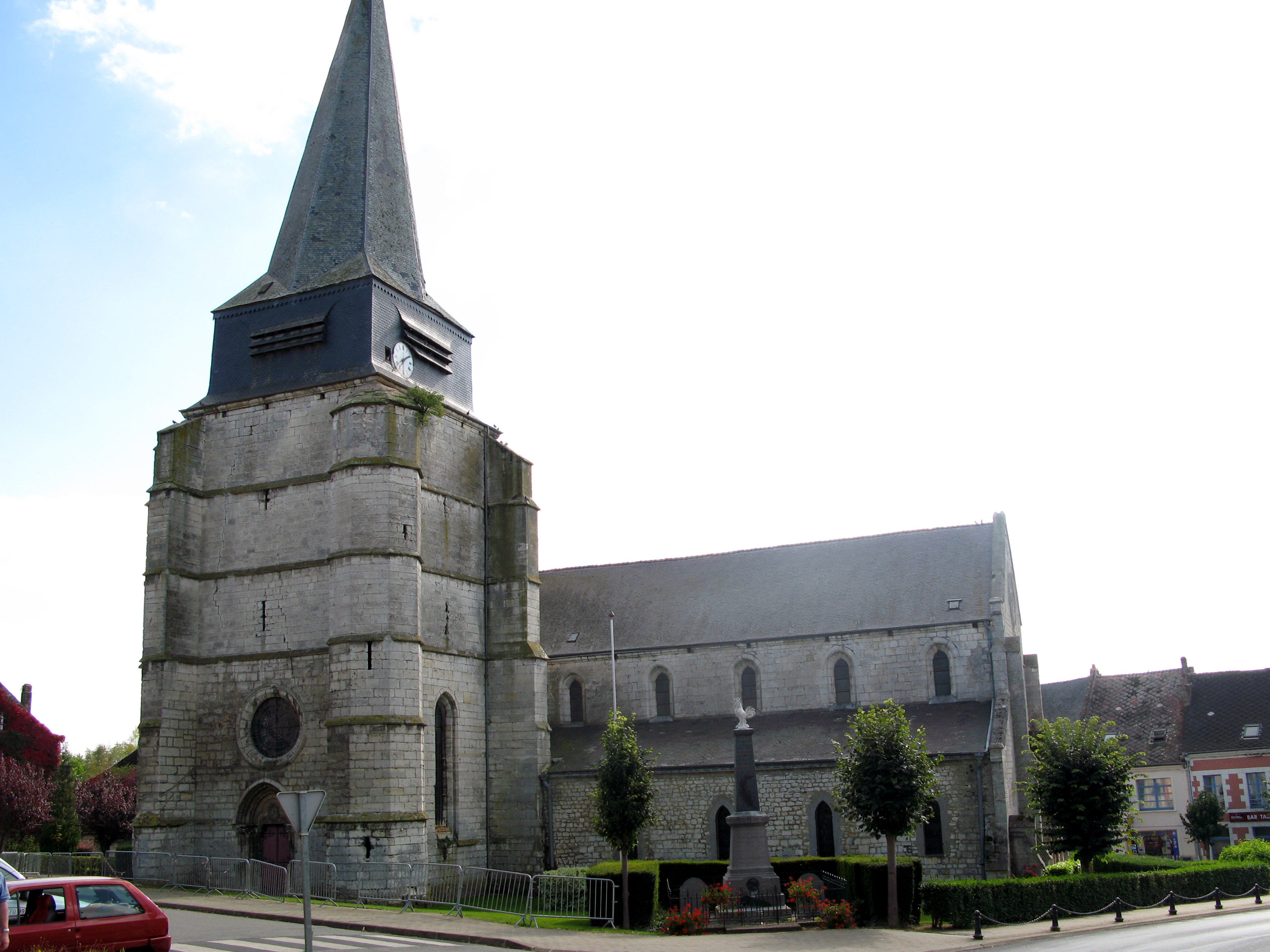
Aubenton.
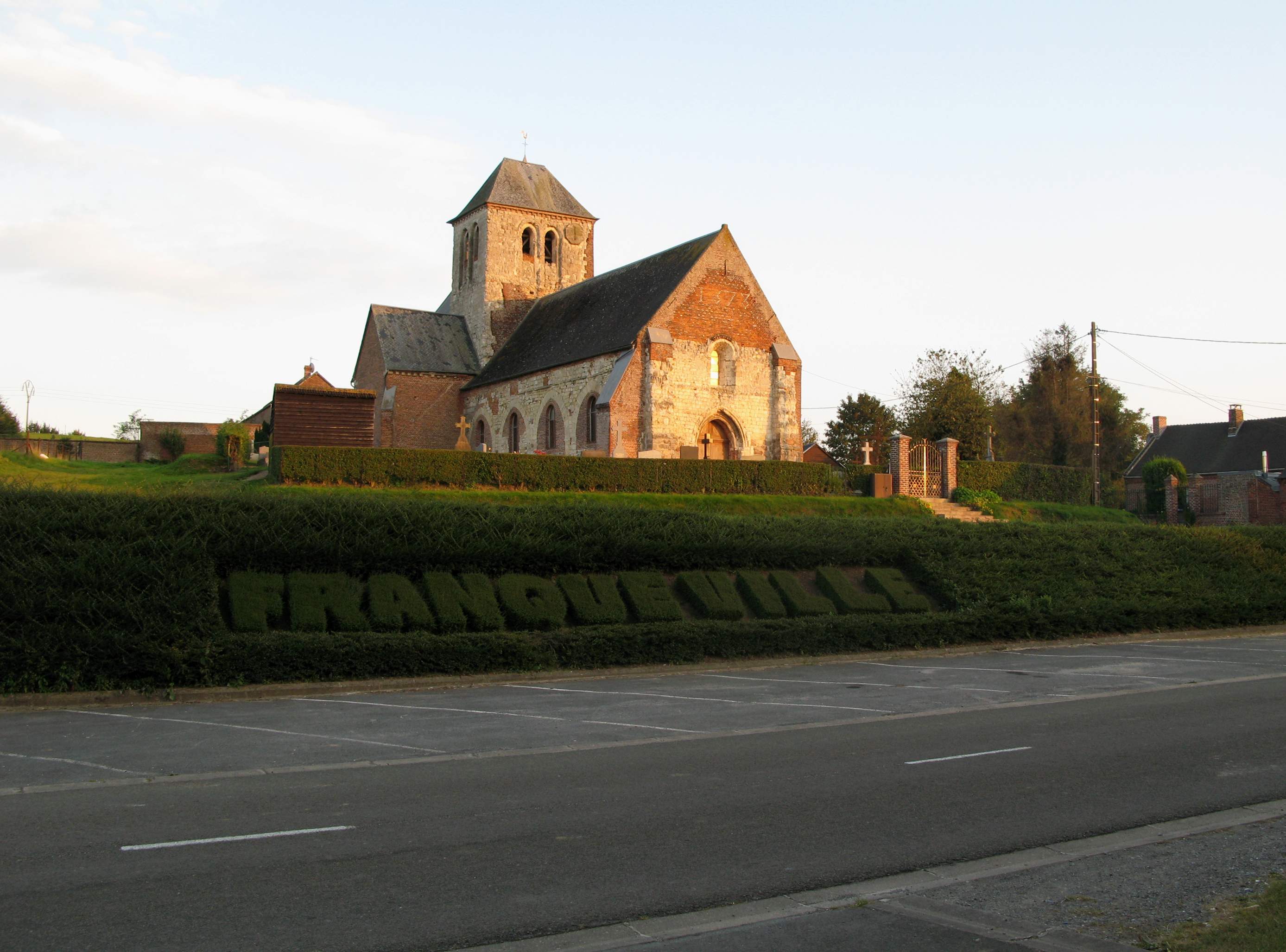
Franqueville .
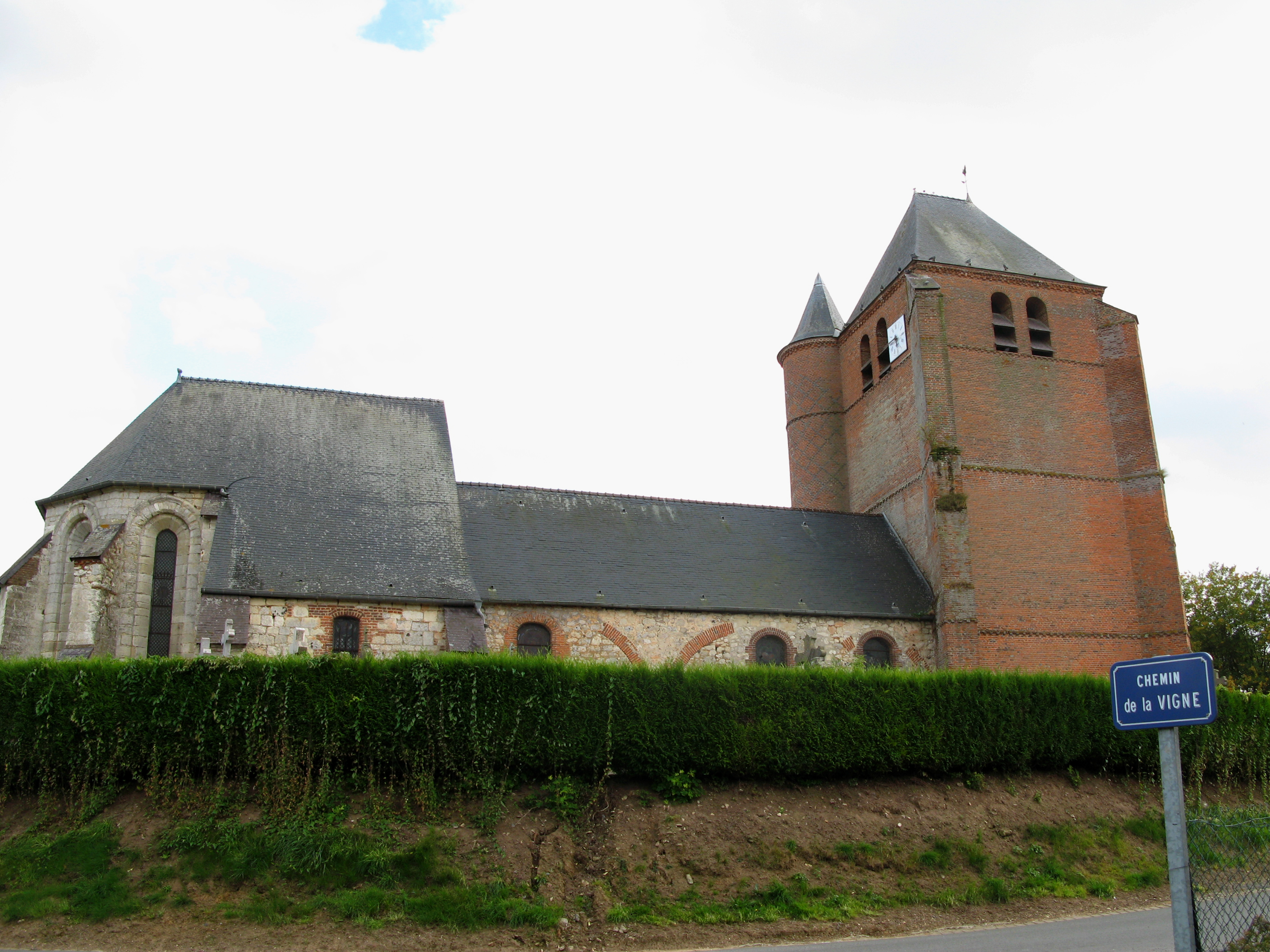
Hary.

### Département desAlpes-de-Haute-Provence
- Puimichel, église Notre-Dame-du-Serre.

### Département de l'Ardèche
- Saint-Cirgues-en-Montagne, église Saint-Cirice.

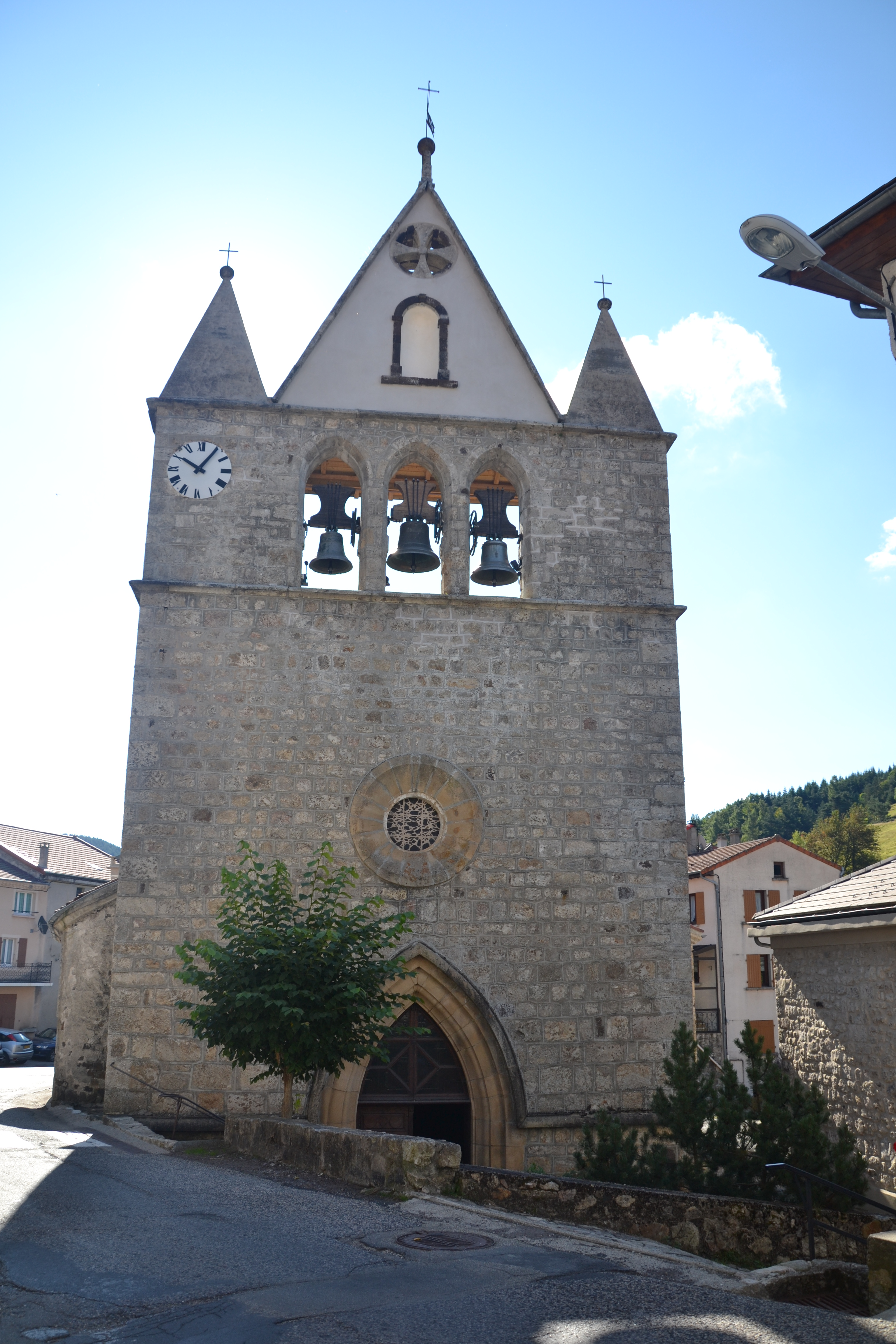
Saint-Cirgues-en-Montagne.

### Département de l'Aude
- Belpech, église Saint-Saturnin.

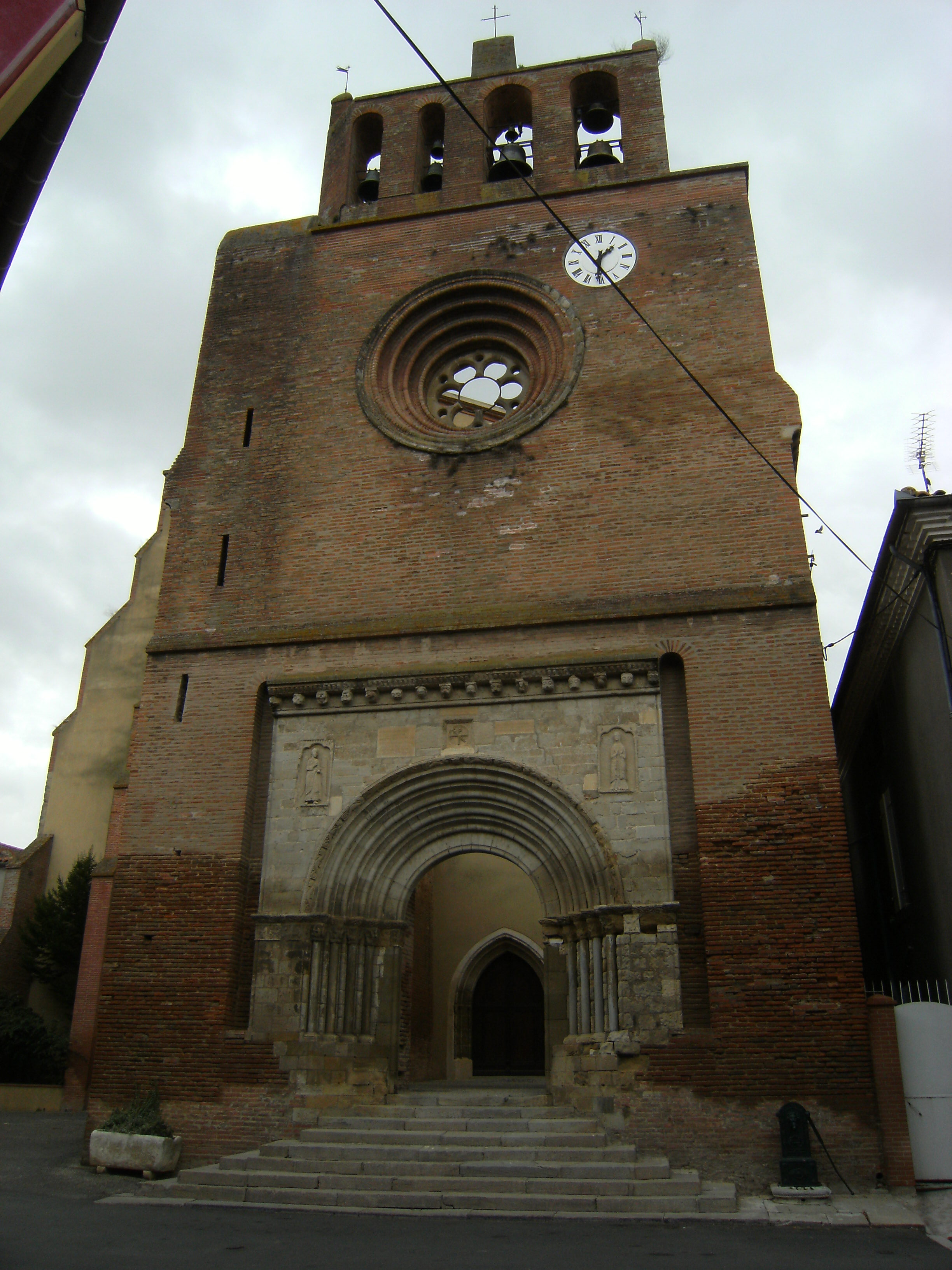
Belpech.

### Département duCalvados
- Coulonces, église Saint-Gilles ;
- Villy-Bocage, église Saint-Hilaire.

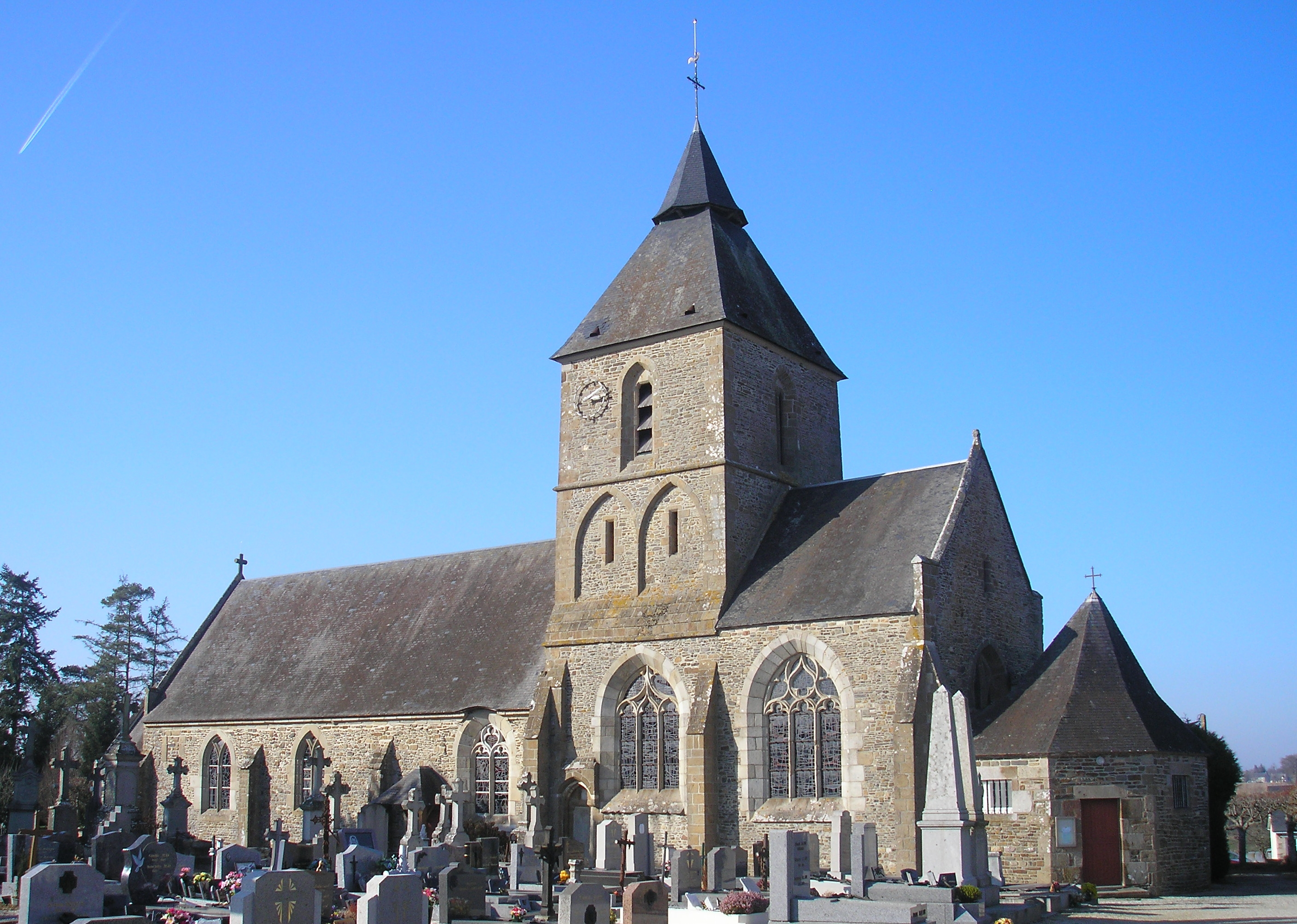
Coulonces.
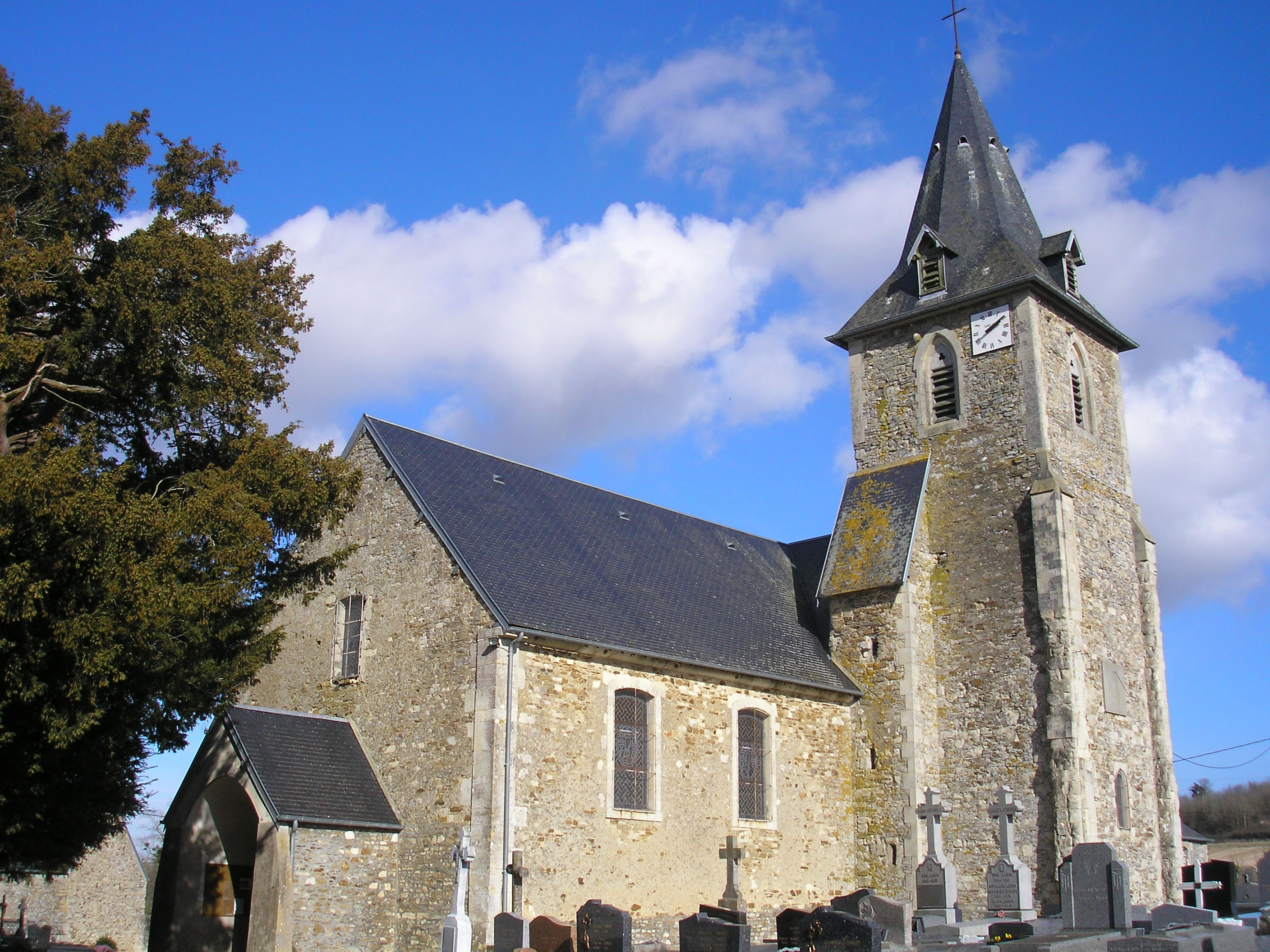
Villy-Bocage.

### Département desCôtes-d'Armor
- Saint-Brieuc, église Saint-Michel.

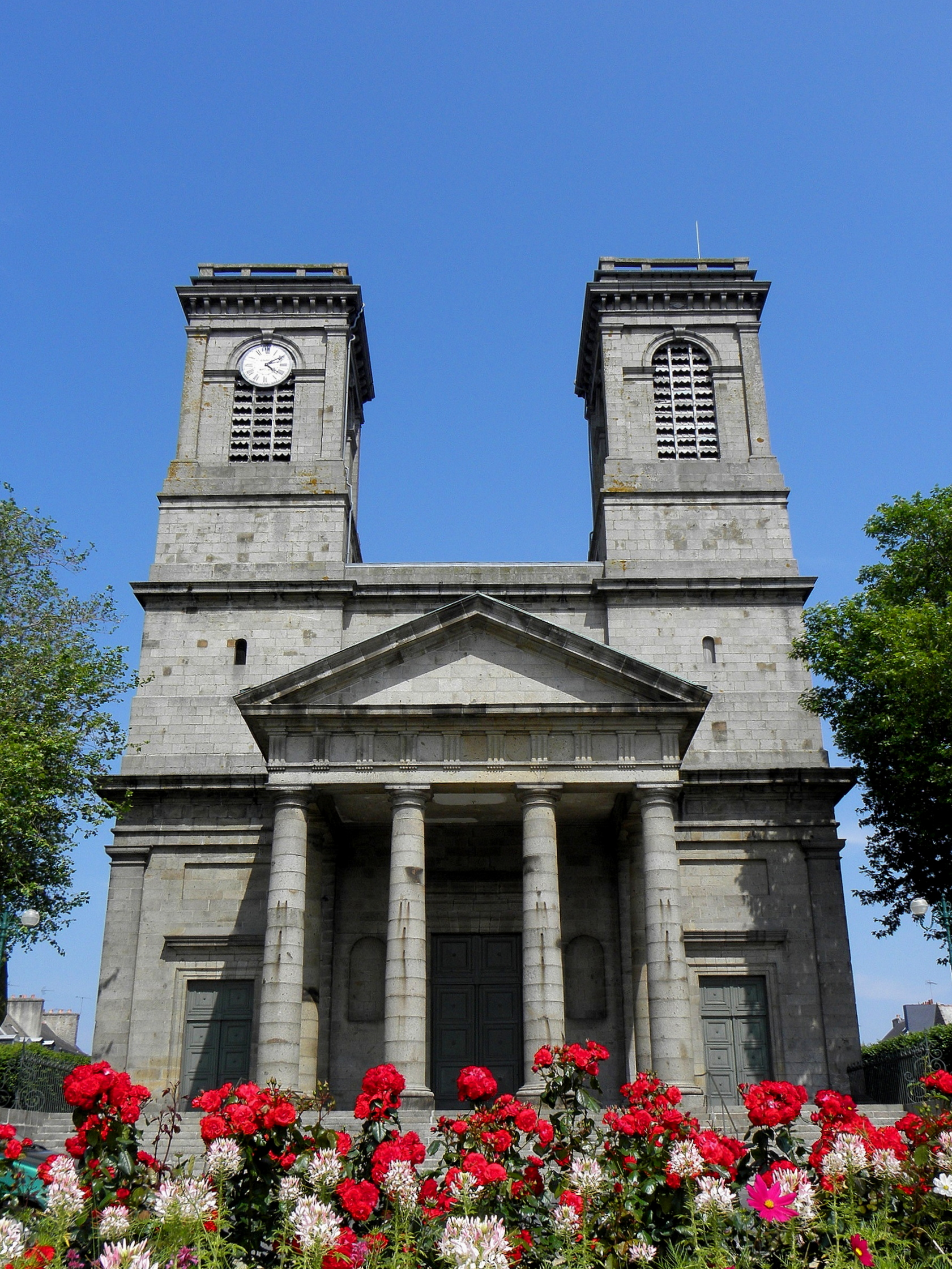
Saint-Brieuc.

### Département de laDordogne
- Sigoulès, Église Saint-Jacques.

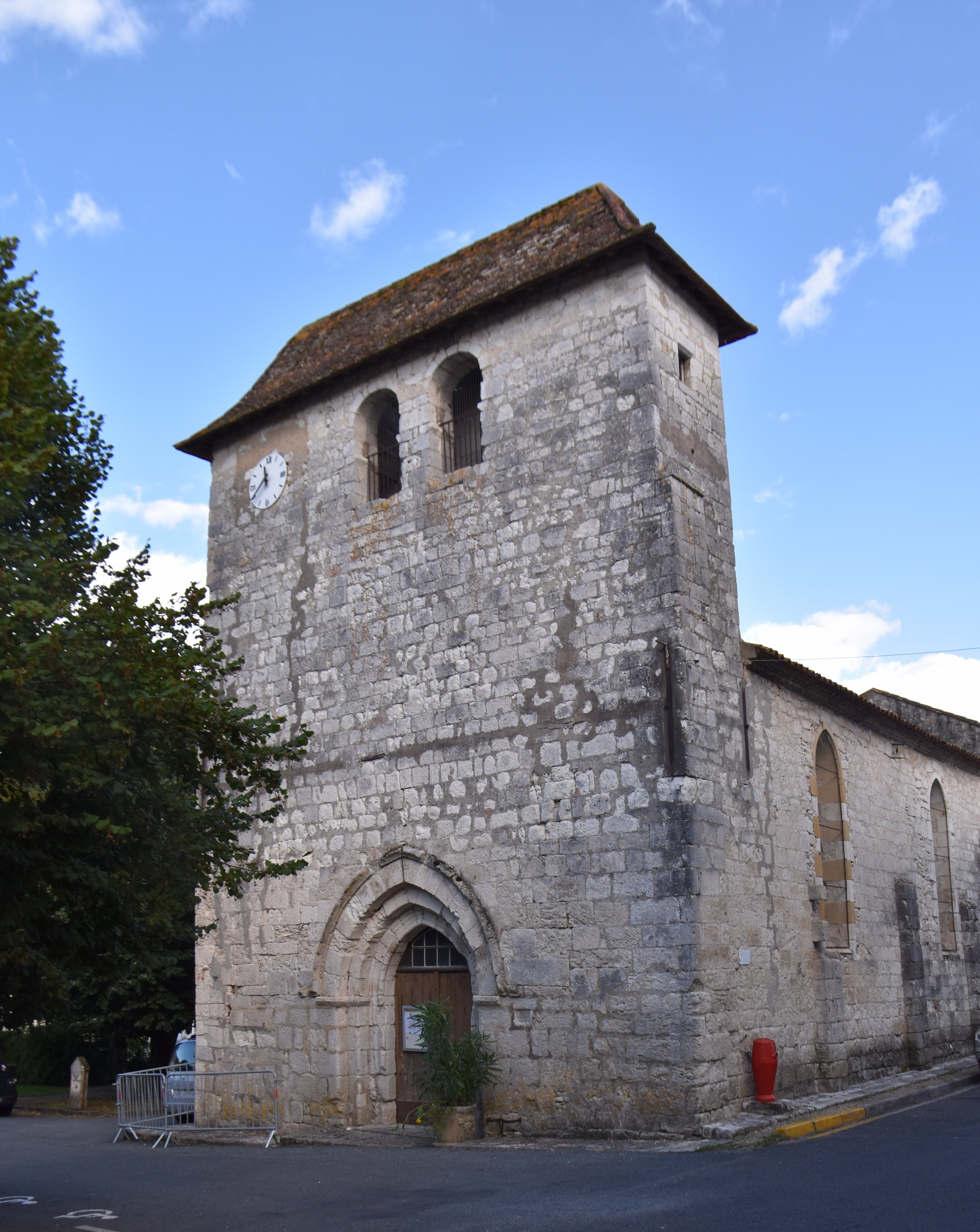
Sigoulès

### Département de l'Eure
- Les Andelys, collégiale Notre-Dame des Andelys ;
- Brestot, église Saint-Sauveur ;
- Daubeuf-la-Campagne, église Notre-Dame ;
- Garennes-sur-Eure, église Saint-Aignan ;
- Gaillon, église Saint-Ouen ;
- Montfort-sur-Risle, église Saint-Pierre ;
- Pressagny-l'Orgueilleux, église Saint-Martin;
- Rougemontiers, église Saint-Martin ;
- Saint-Just (Eure), église Saint-Just ;
- Villiers-en-Désœuvre, église Saint-Nicolas.

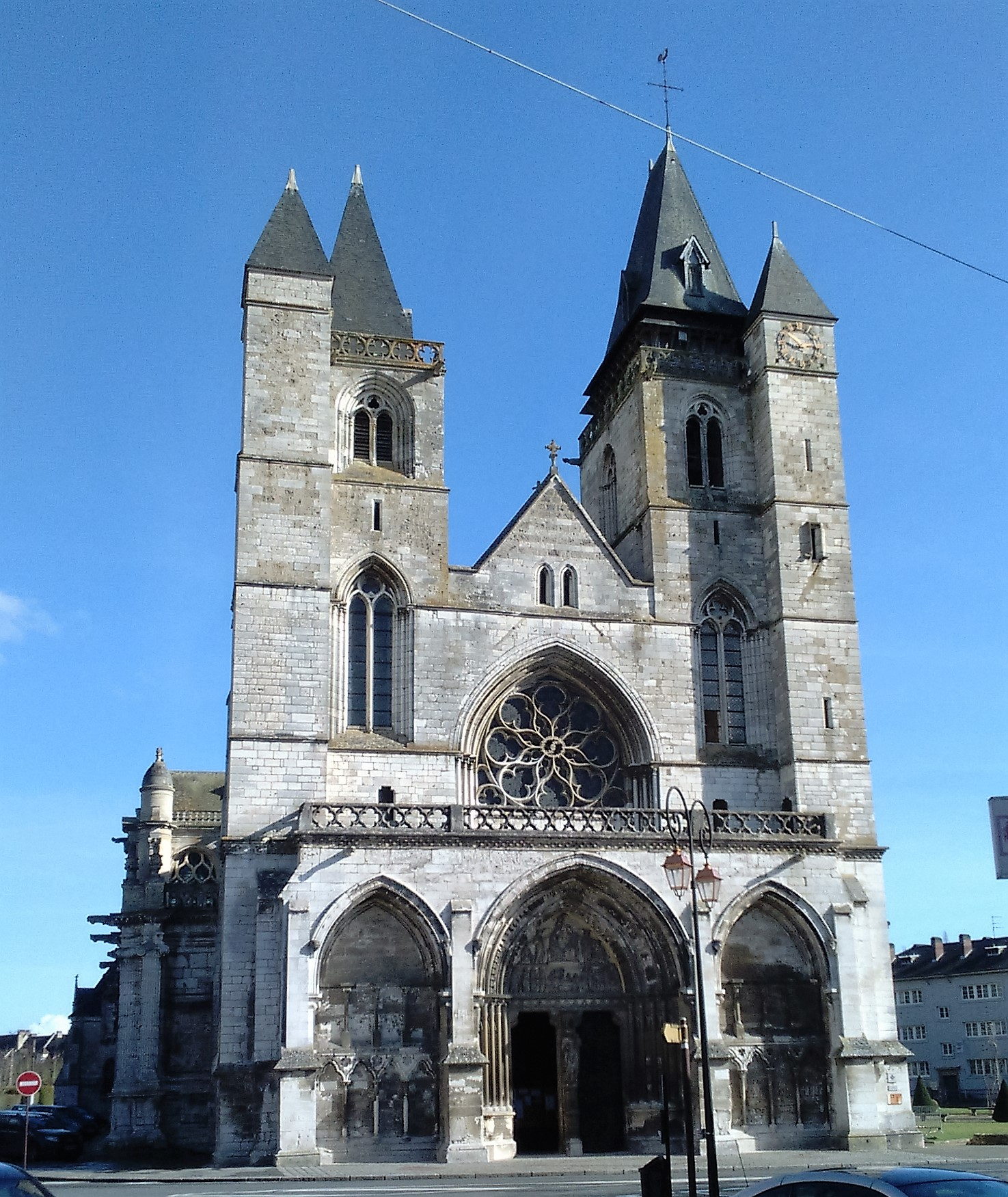
Collégiale Notre-Dame des Andelys.
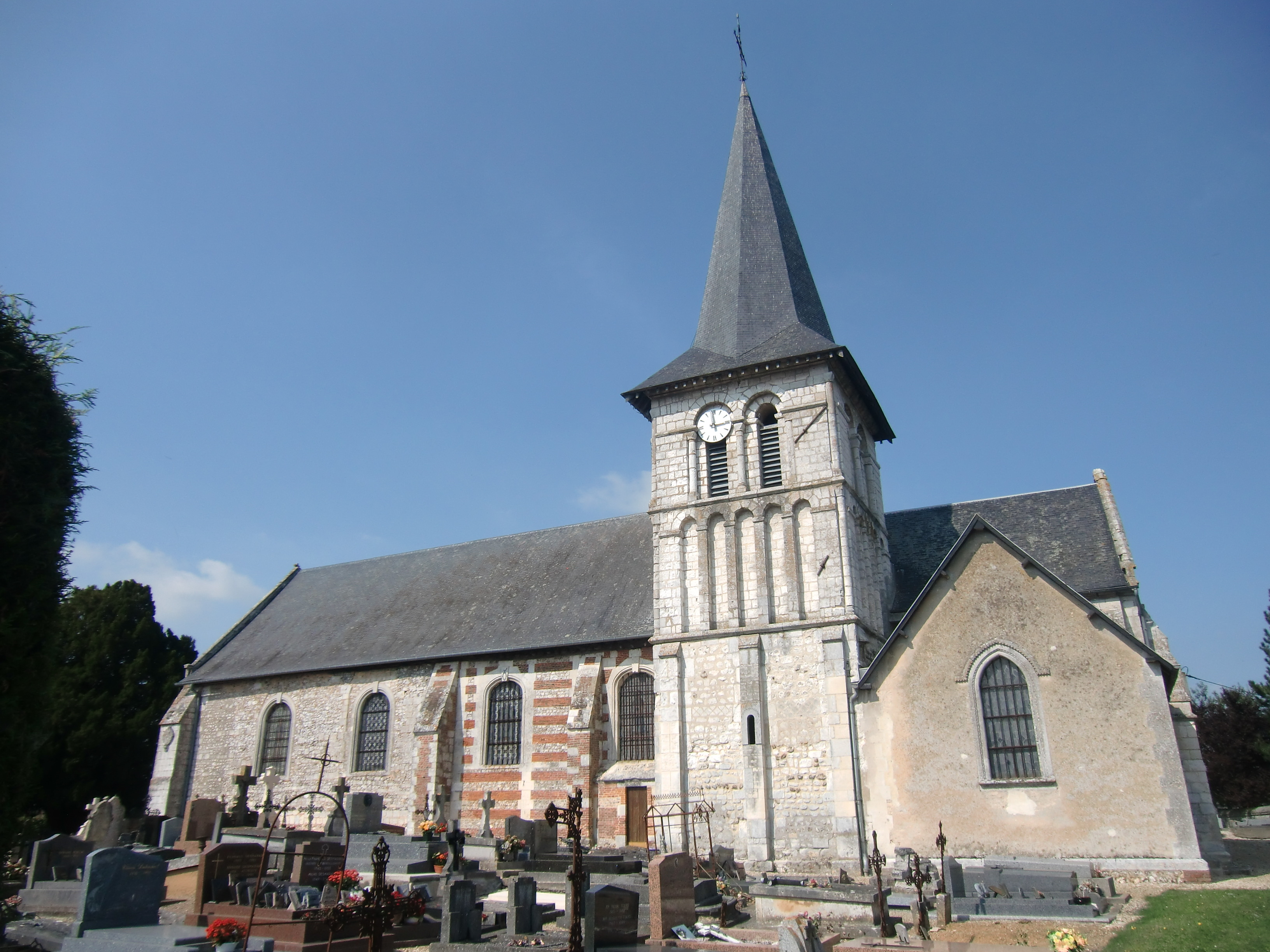
Sainte-Marie à Brestot.
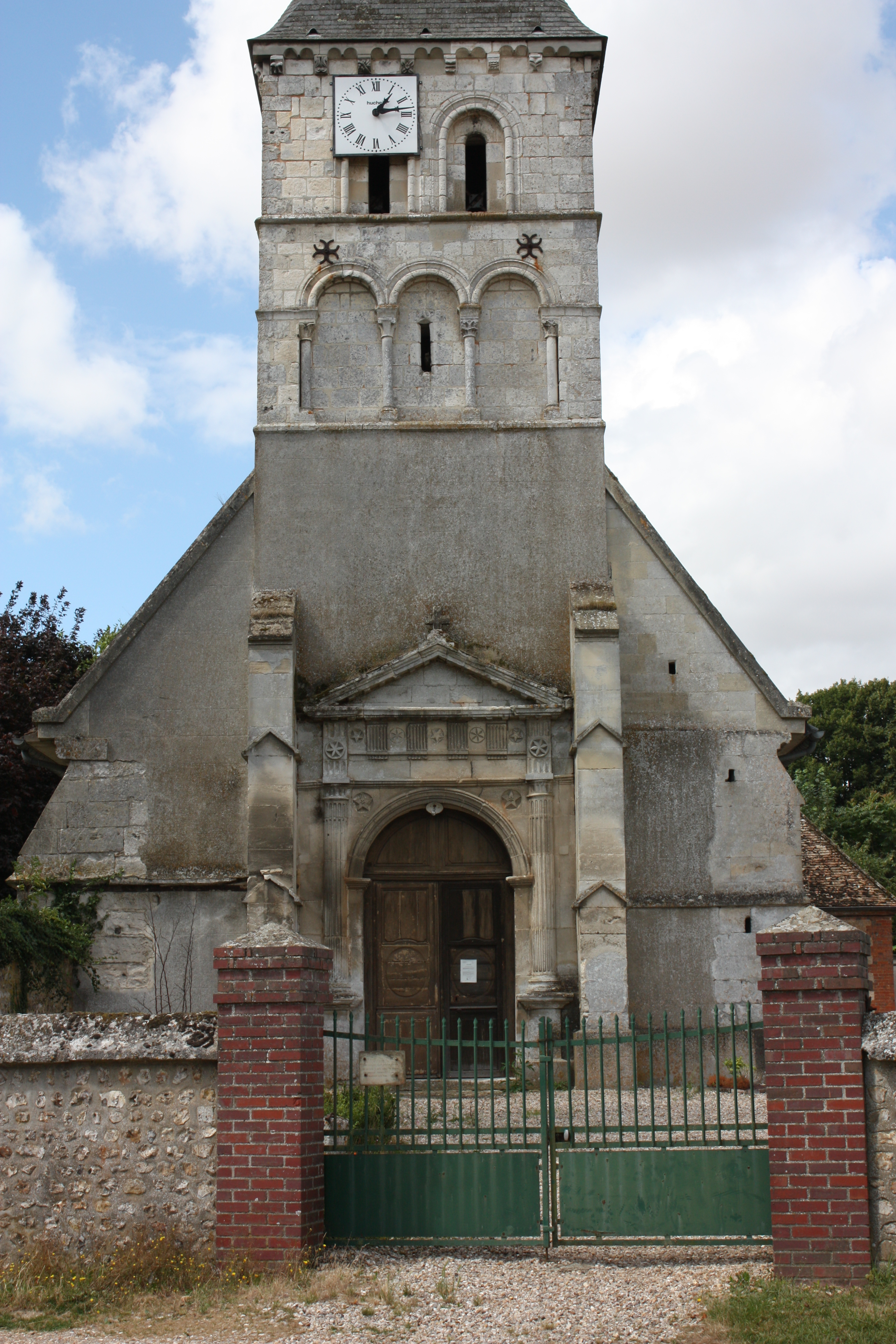
Notre-Dame de Daubeuf.
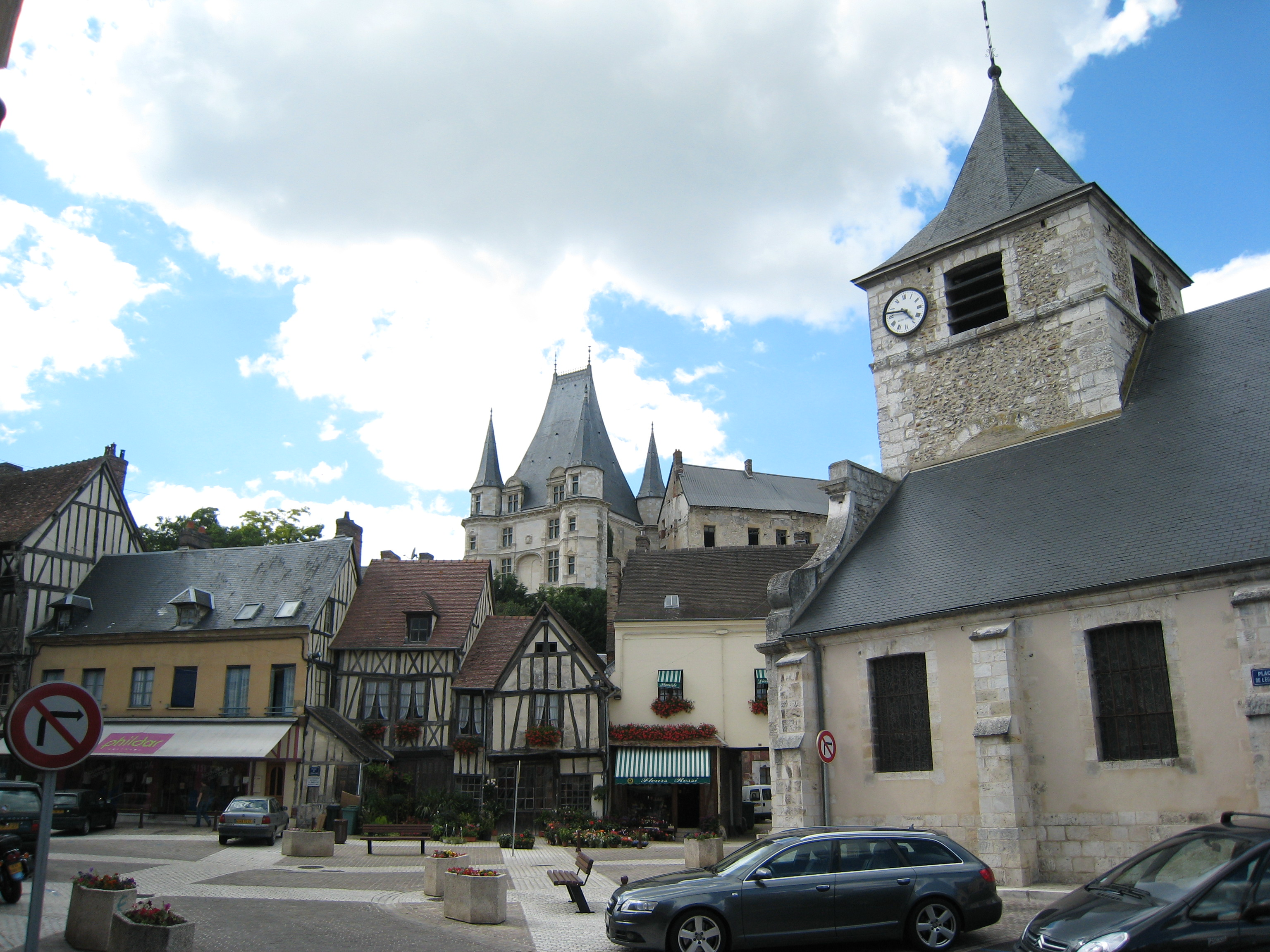
Saint-Ouen à Gaillon.
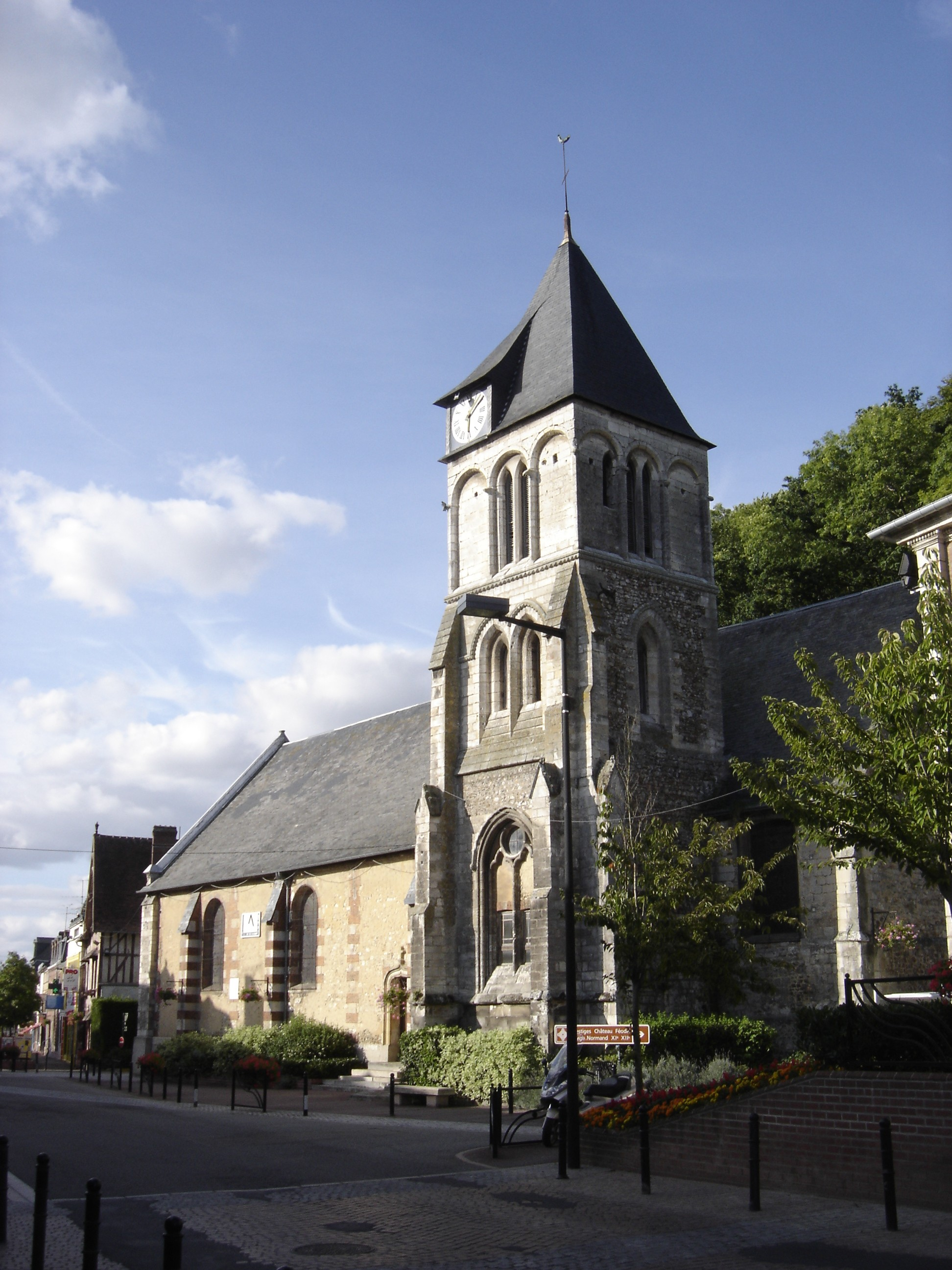
Église Saint-Pierre à Montfort-sur-Risle.
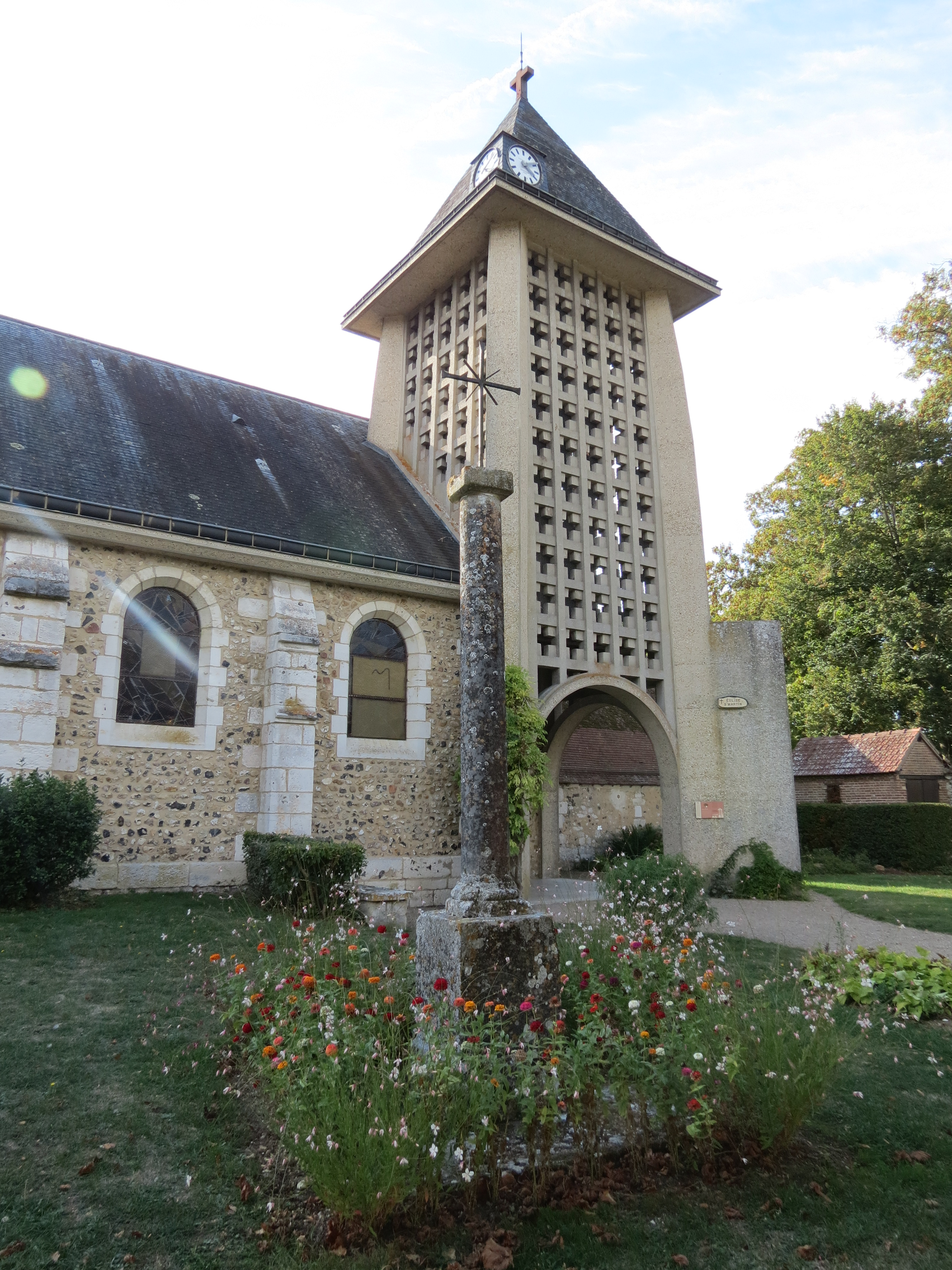
Église Saint-Martin à Pressagny-l'Orgueilleux.
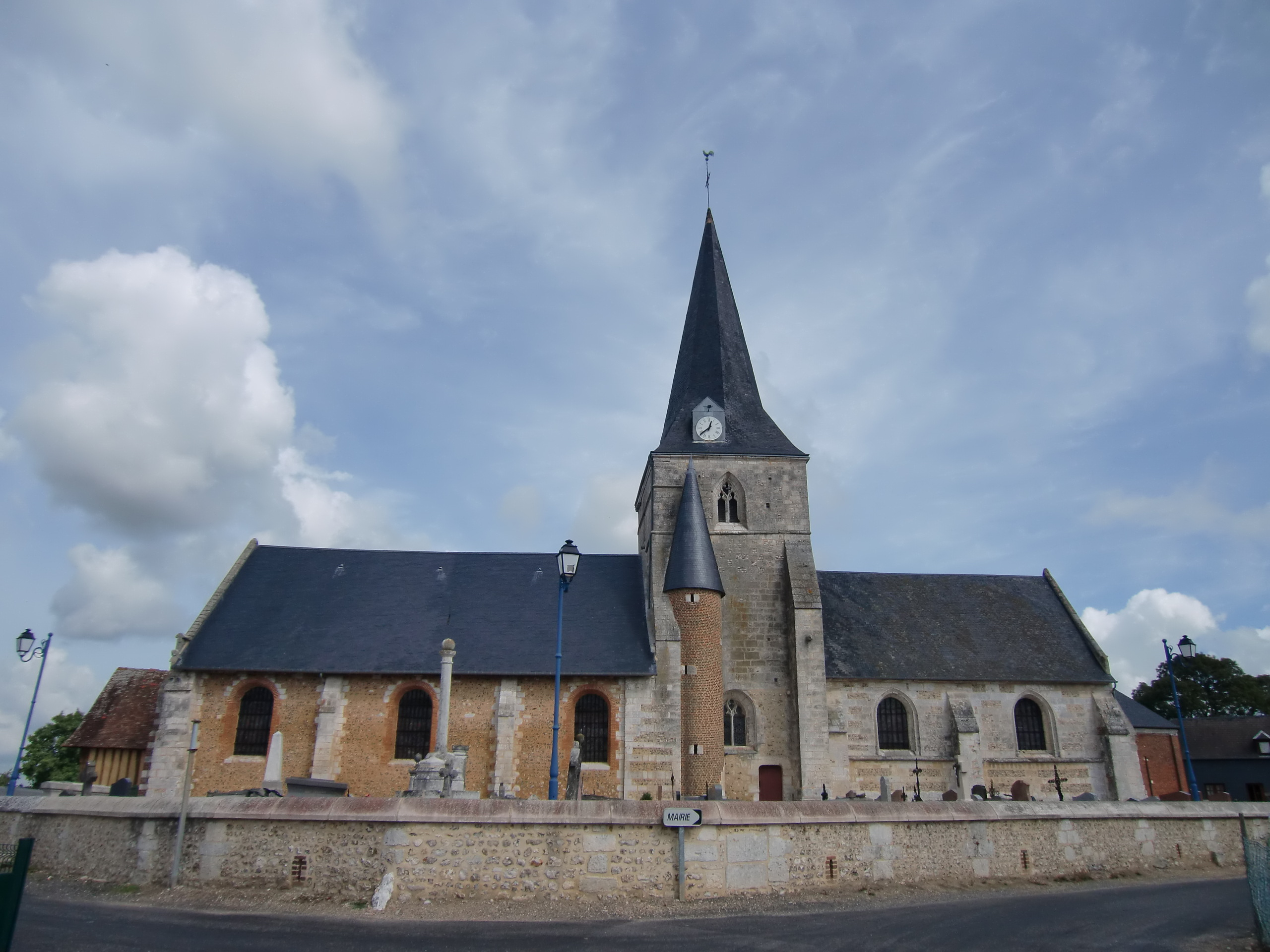
Église Saint-Martin à Rougemontiers.
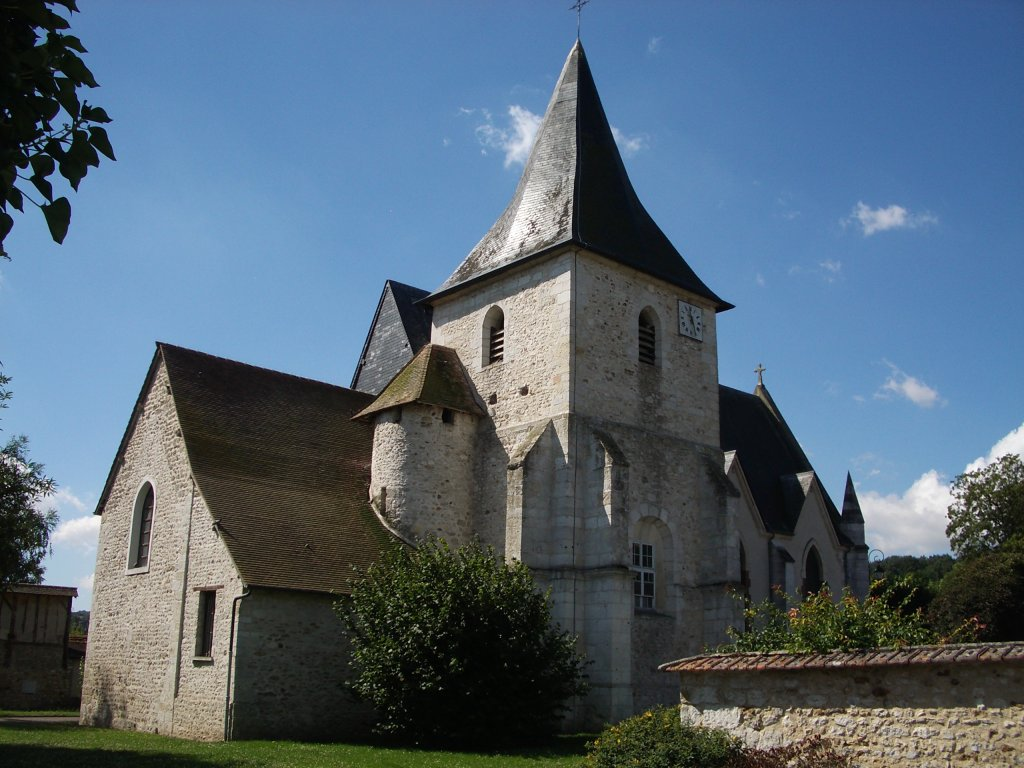
Église Saint-Just à Saint-Just.
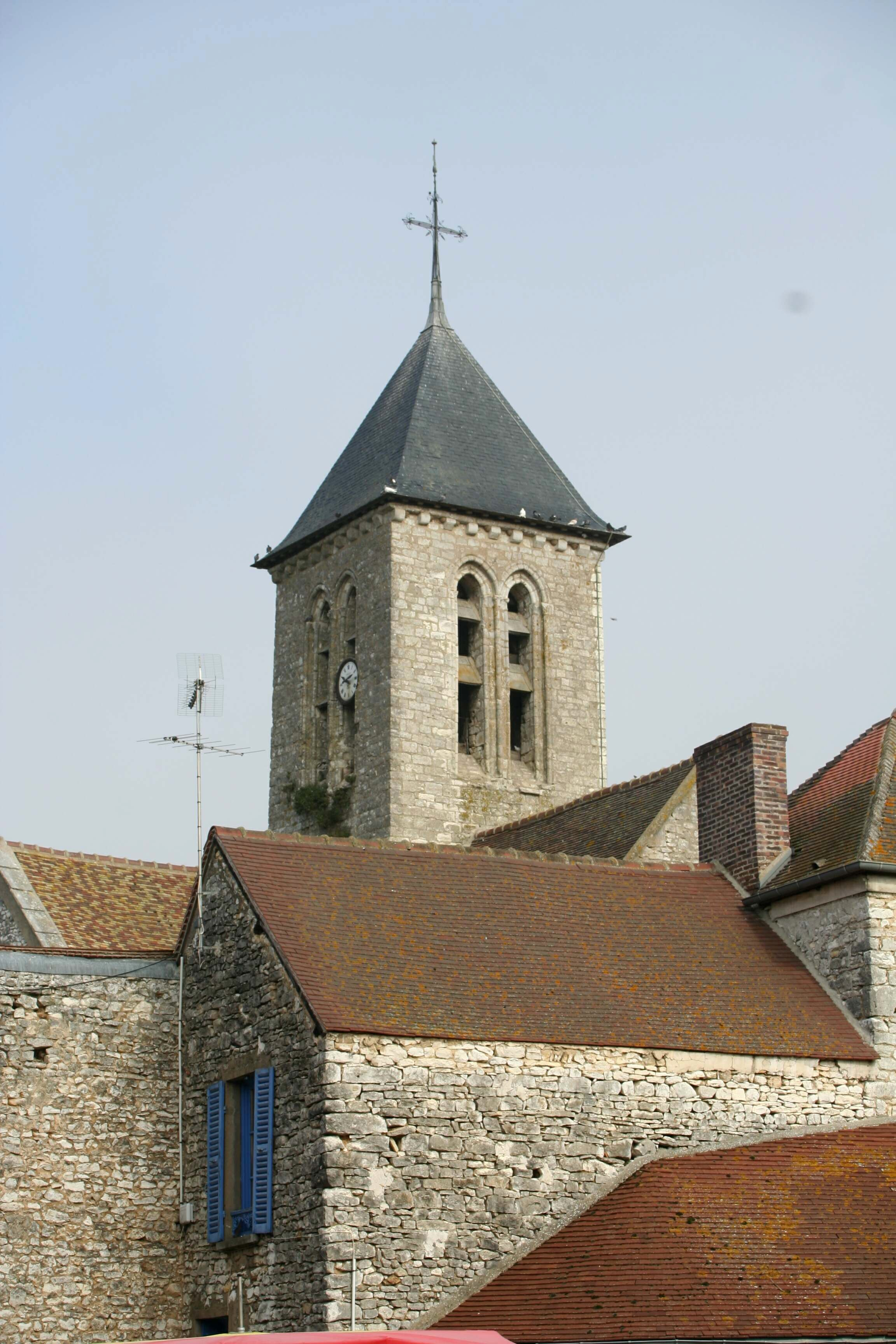
Église Saint-Nicolas à Villiers-en-Désœuvre.

### Département duFinistère
- Arzano, église Saint-Pierre-aux-Liens.

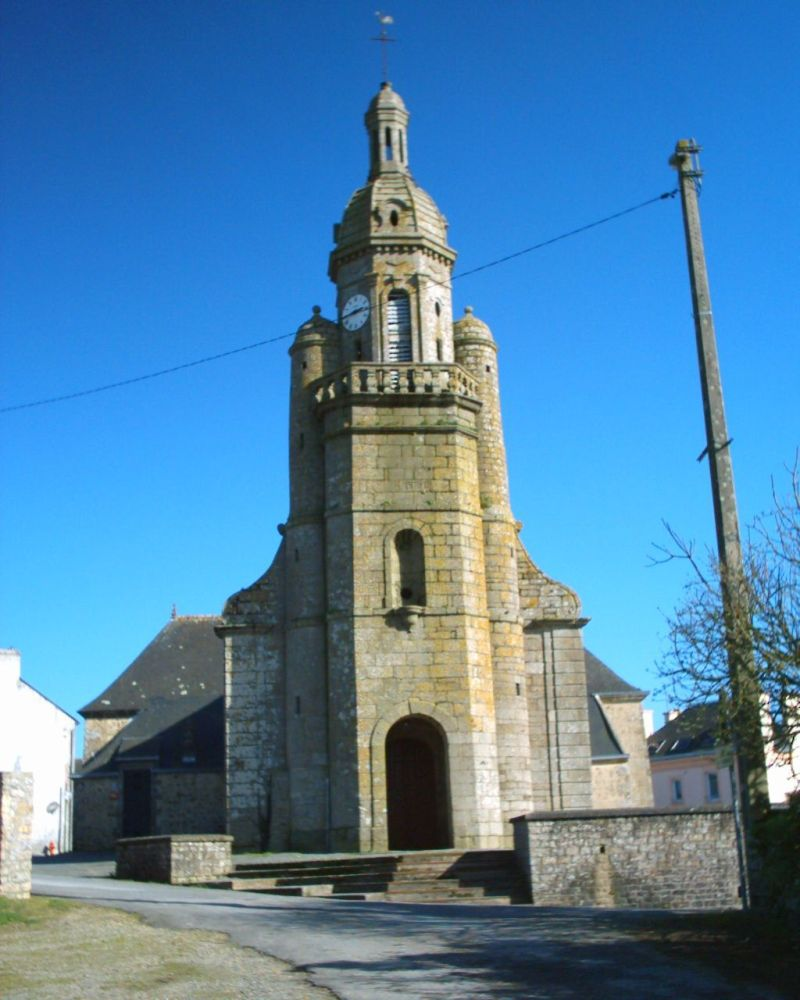
Arzano.

### Département de laHaute-Garonne
- Fontenilles, église Saint-Martin.
- Saint-Mérard, église Saint-Laurent.

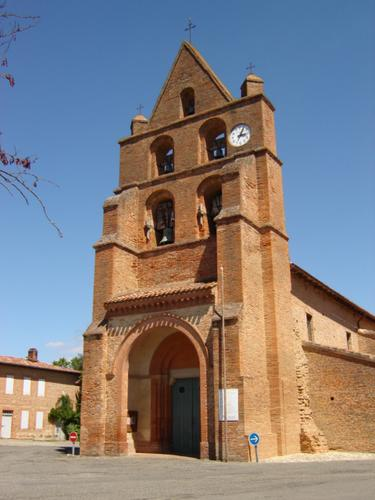
Fontenilles.
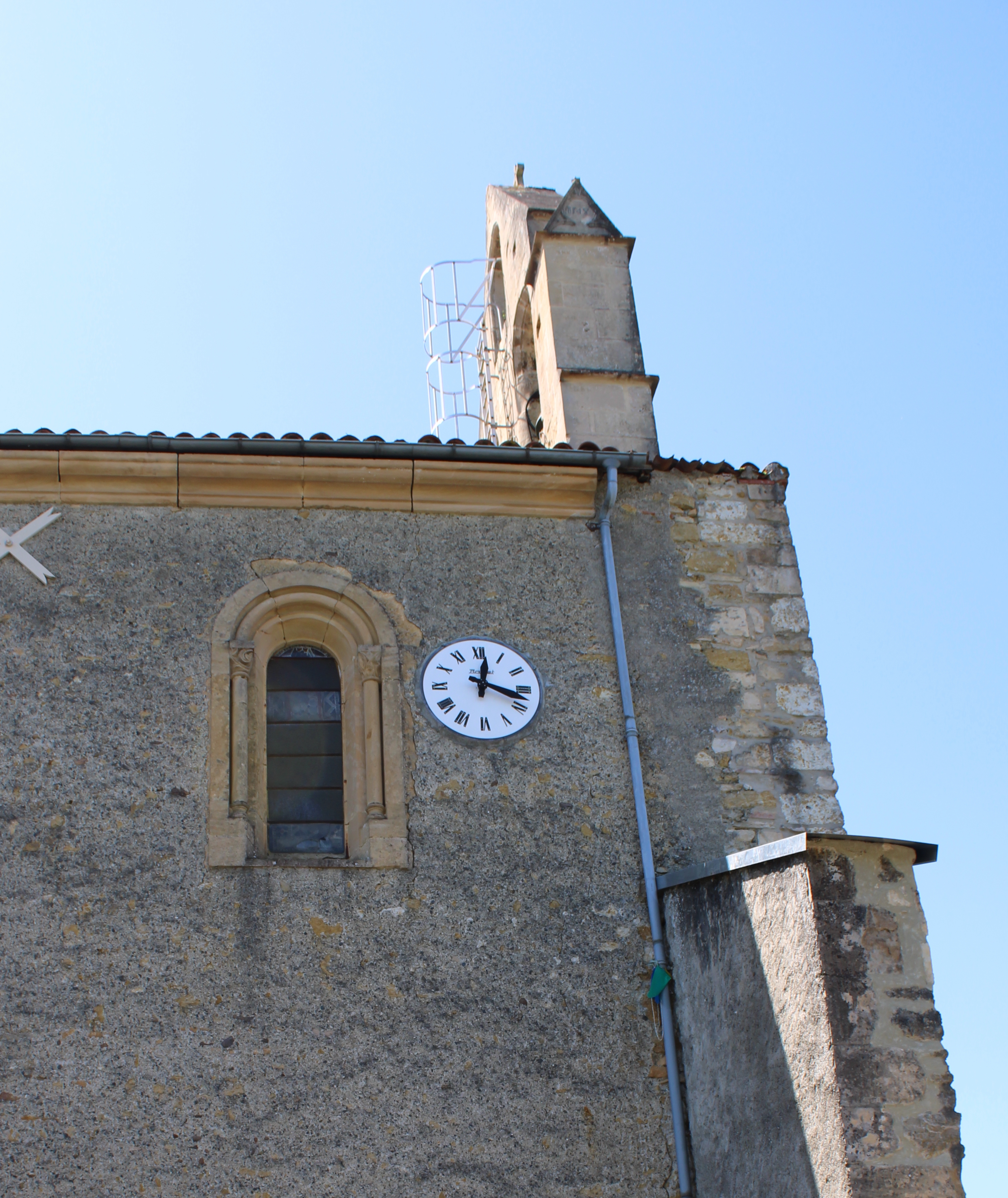
Saint-Médard.

### Département duGers
- Monblanc.

### Département de laGironde

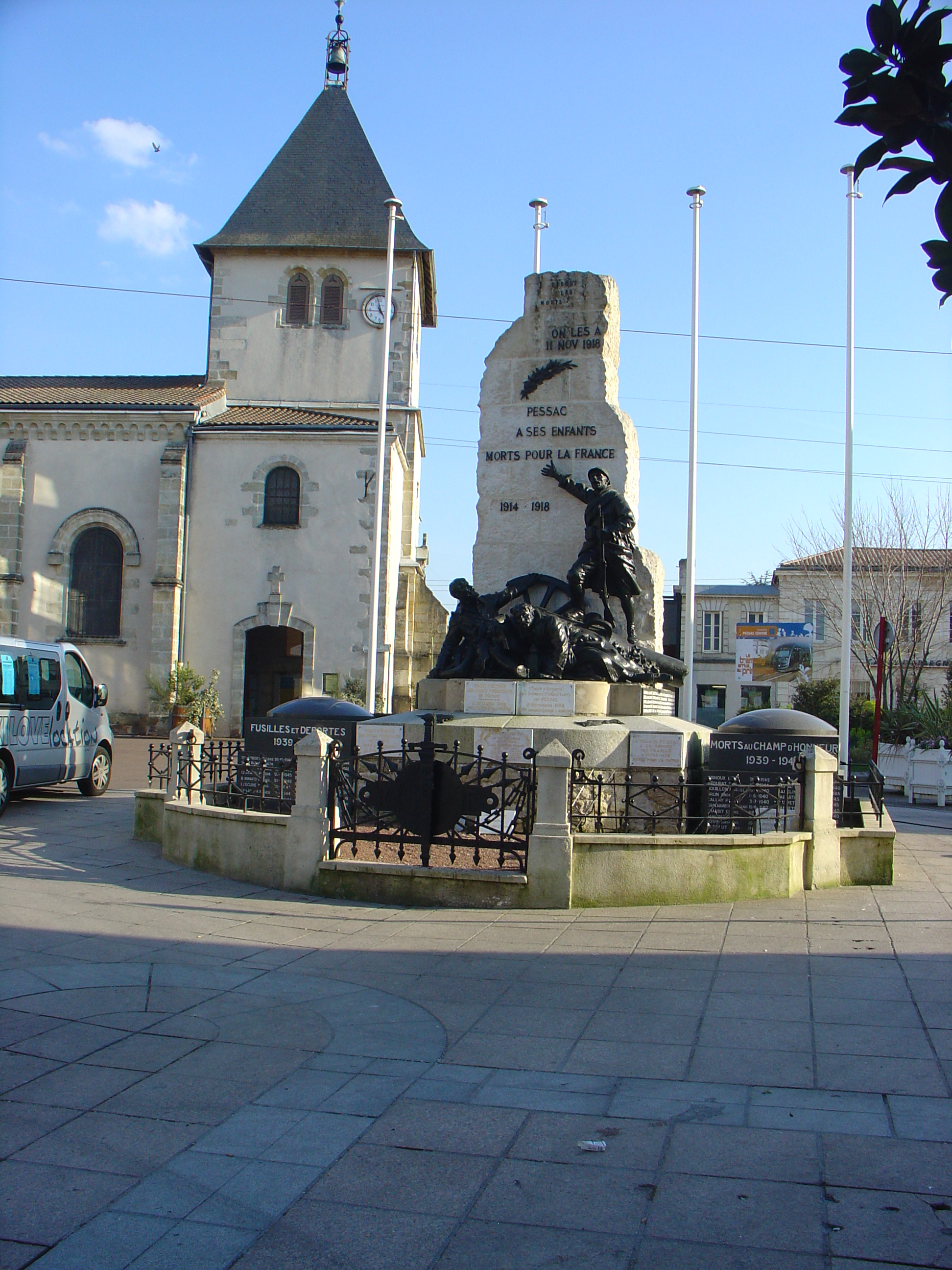
Église de Pessac.

- Pessac.

### Département d'Ille-et-Vilaine
- La Selle-Guerchaise.

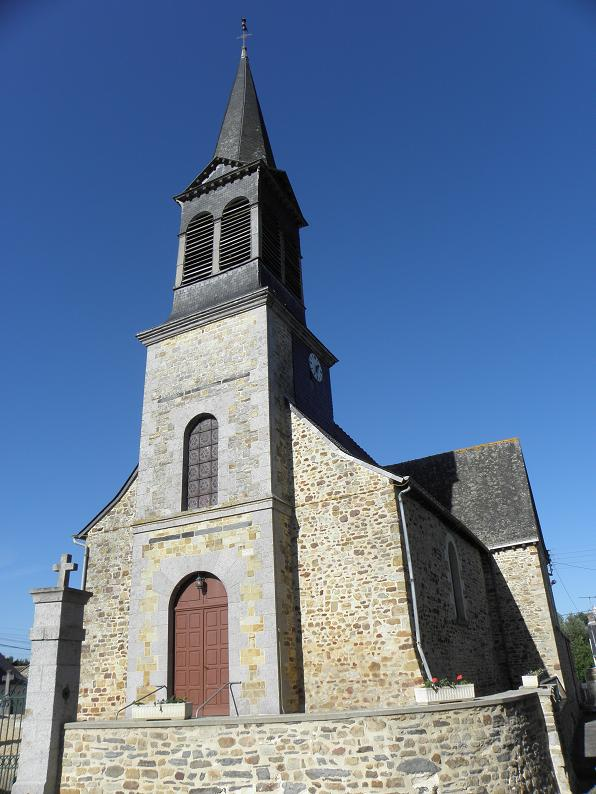
Église de La Selle-Guerchaise.

### Département duLoiret
- Cerdon.

### Département duLot-et-Garonne
- Villeréal.

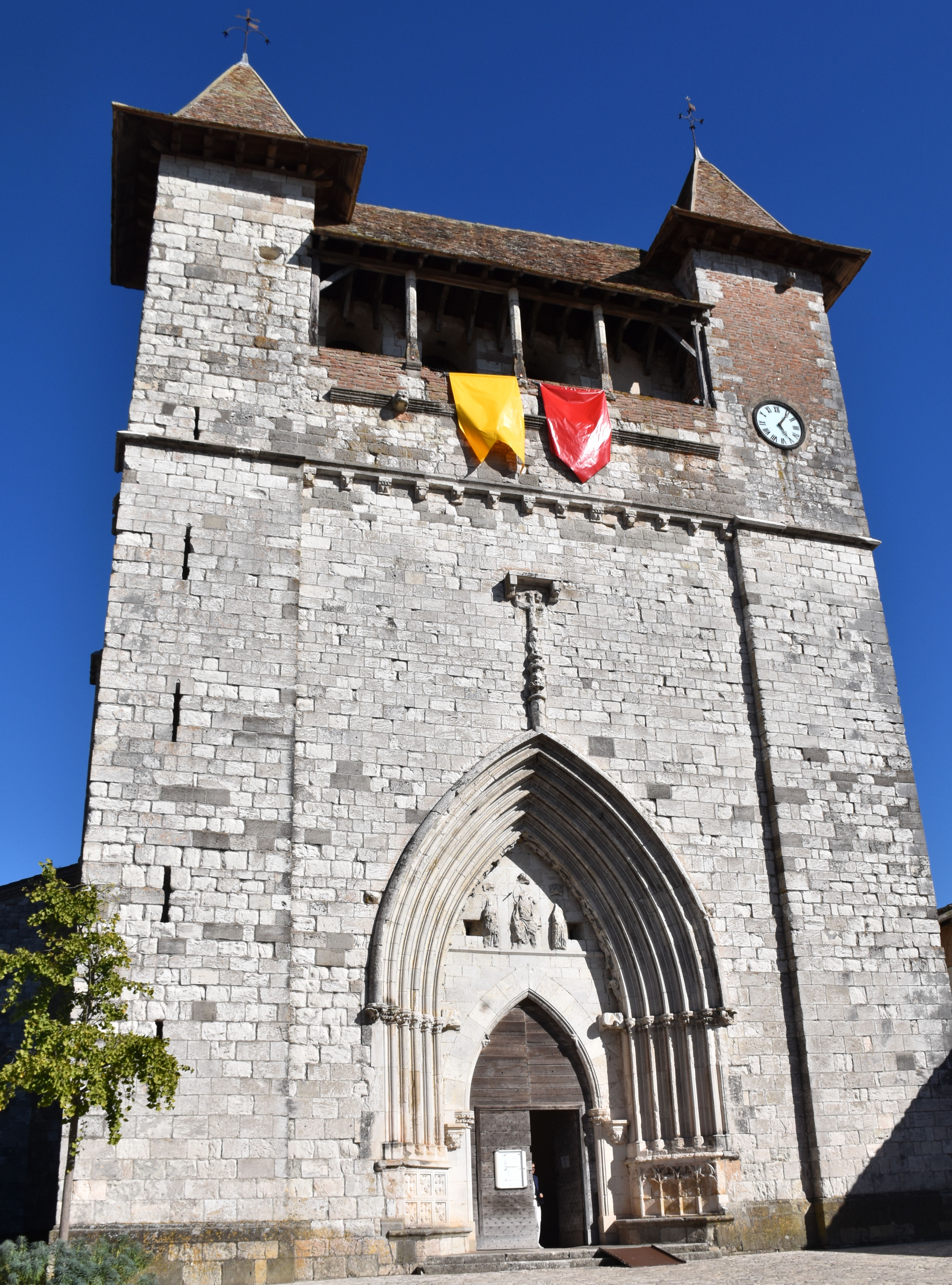
Église Notre-Dame de Villeréal.

### Département deMaine-et-Loire
- Église Saint-Martin-de-Vertou à Bocé (Baugé-en-Anjou) ;
- Église Saint-Jacques à Chemiré-sur-Sarthe (Morannes sur Sarthe-Daumeray) ;
- Église Saint-Pierre à Montigné-lès-Rairies.

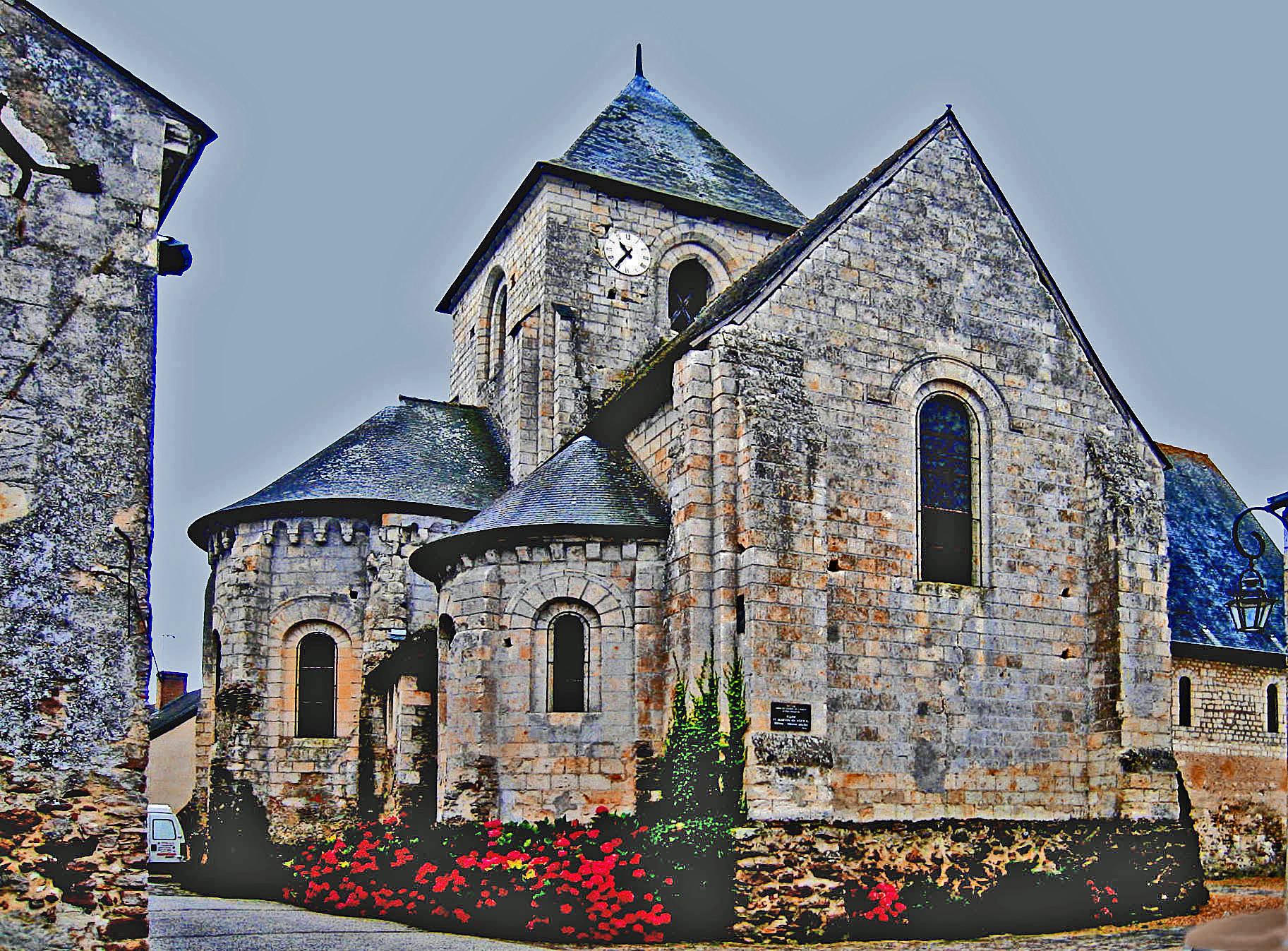
Baugé-en-Anjou (ancienne commune de Bocé).
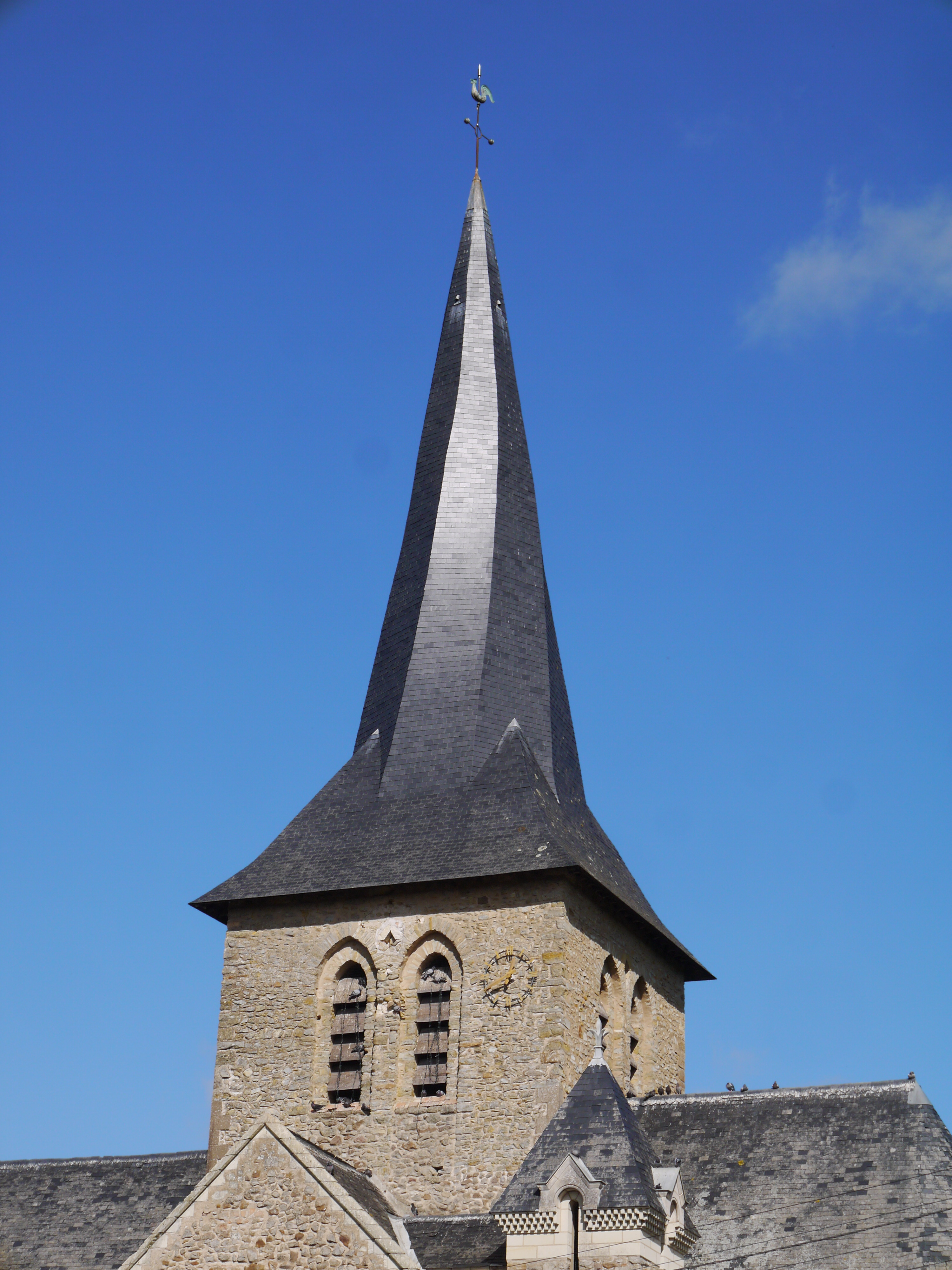
Morannes sur Sarthe-Daumeray (ancienne commune de Chemiré-sur-Sarthe).
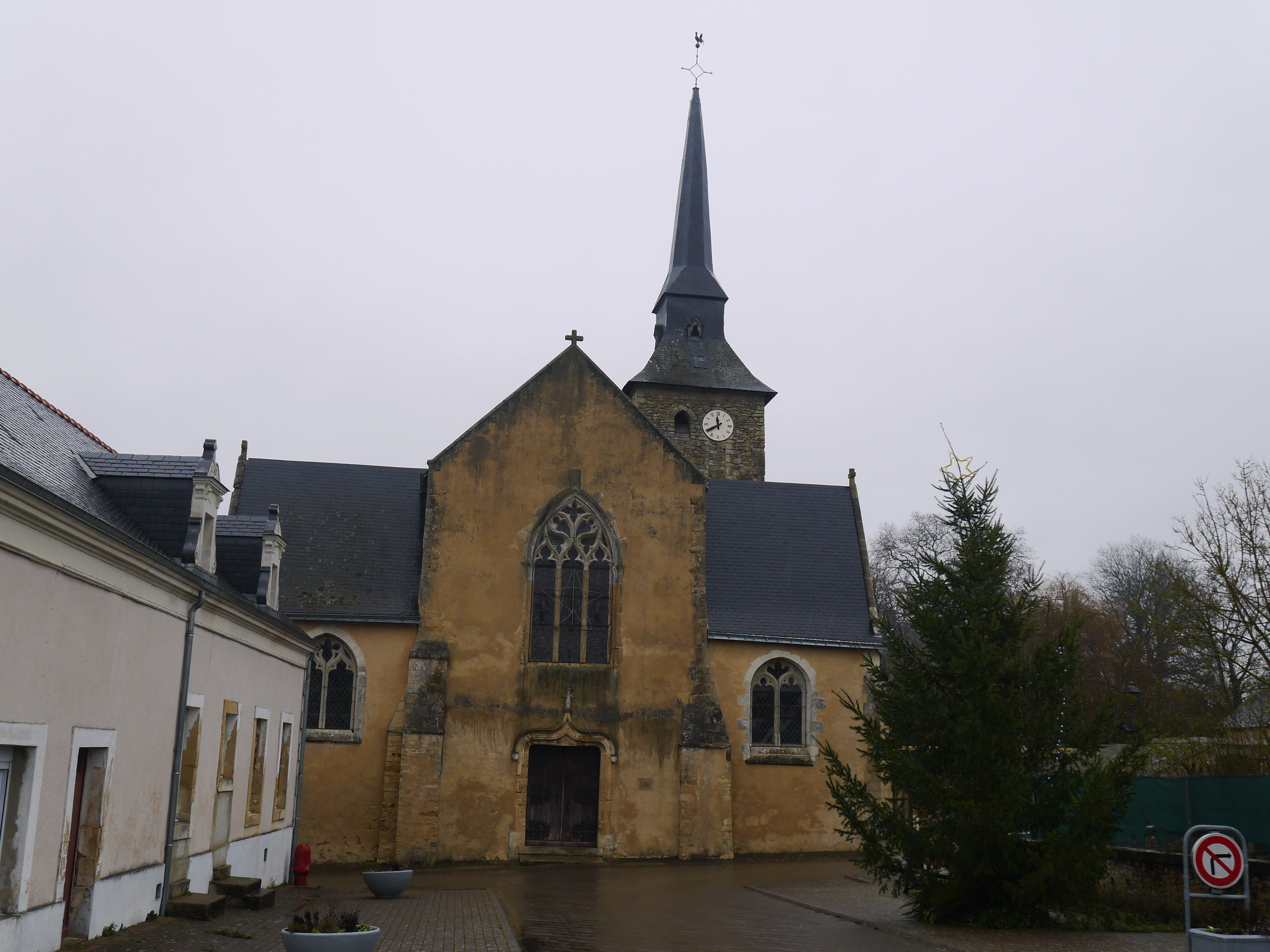
Montigné-lès-Rairies.

### Département de laMarne
- Chigny-les-Roses, église Saint-Nicolas.

### Département de laMayenne
- Château-Gontier, église Saint-Martin de Bazouges ;
- Entrammes, église Saint-Étienne ;
- Gennes-sur-Glaize, église Sainte-Opportune ;
- Ham, église Notre-Dame ;
- Livré-la-Touche, église Notre-Dame-de-l'Assomption ;
- Meslay-du-Maine, église Saint-Pierre ;
- Ruillé-Froid-Fonds, église Saint-Gervais-et-Saint-Protais ;
- Saint-Germain-le-Fouilloux, église Saint-Germain.

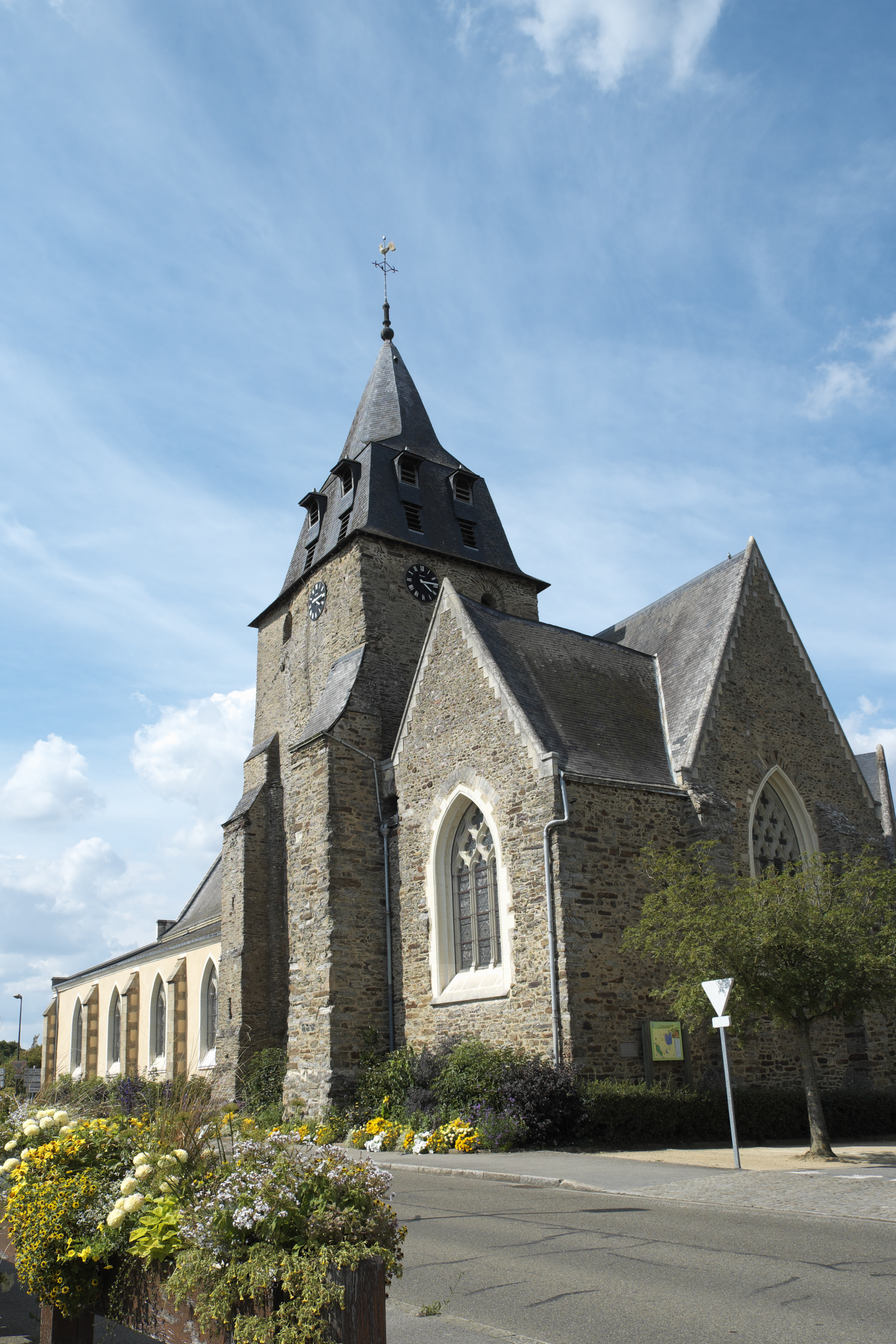
Château-Gontier.
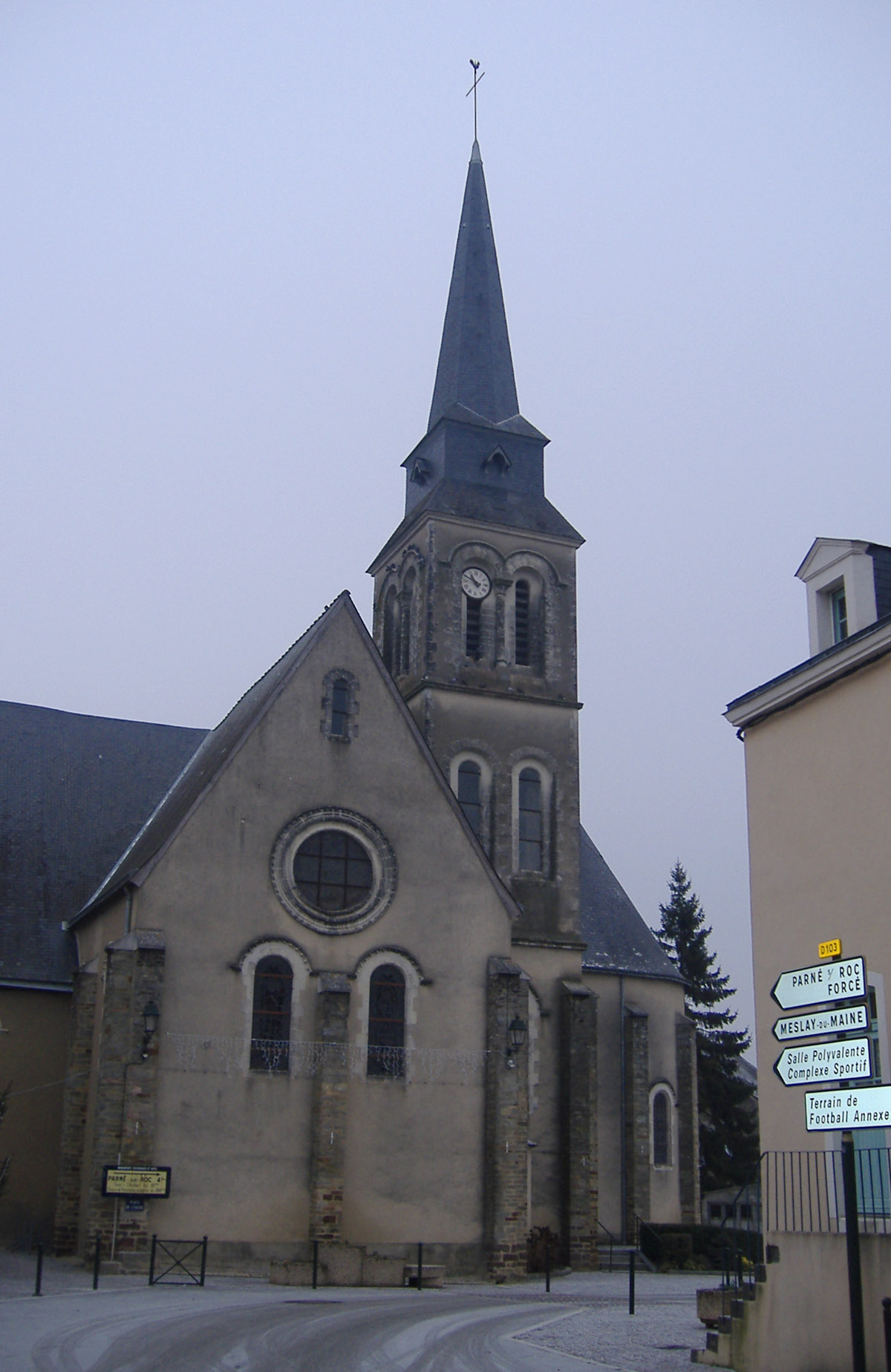
Entrammes.
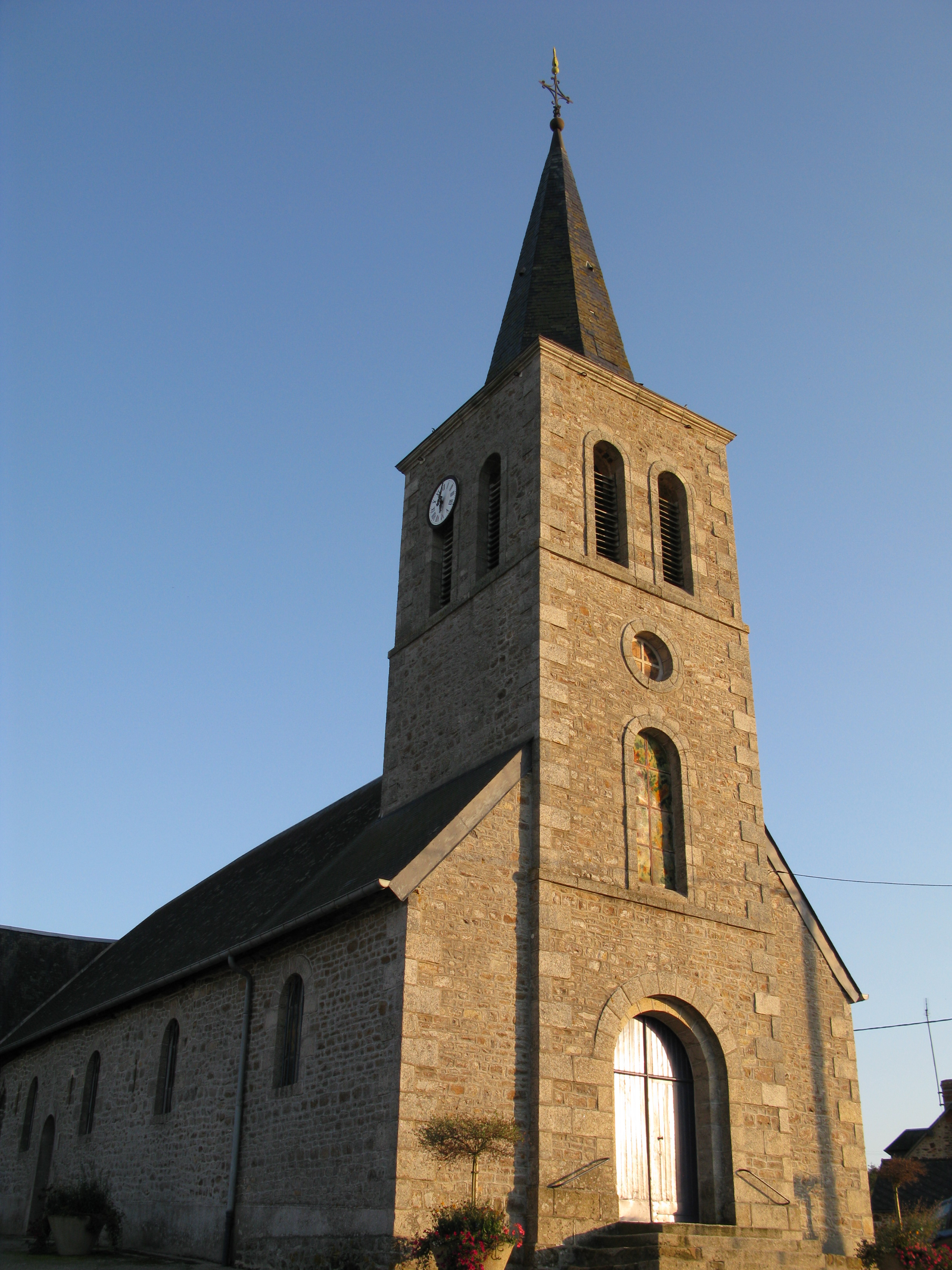
Le Ham.
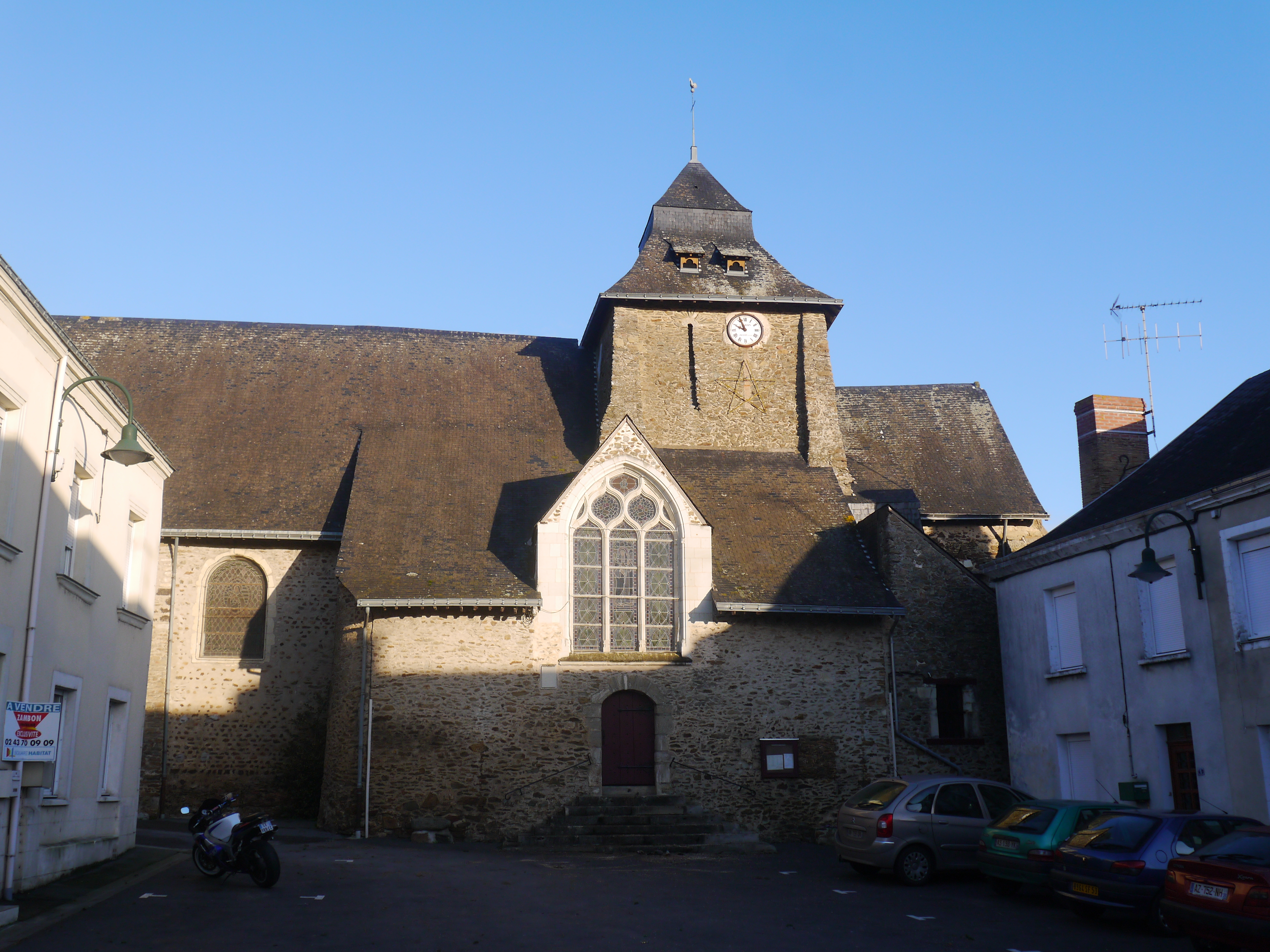
Gennes-sur-Glaize.
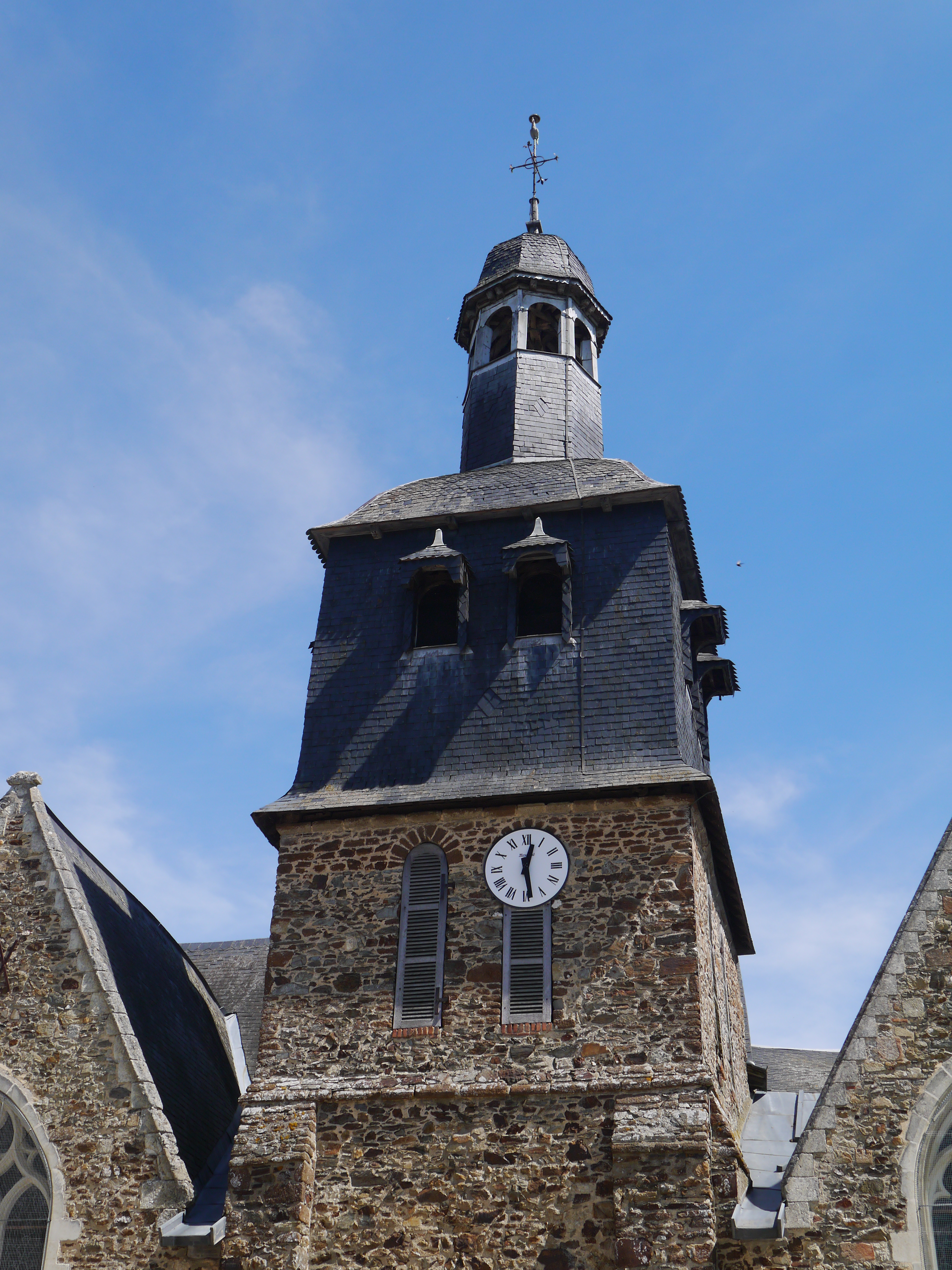
Livré-la-Touche.
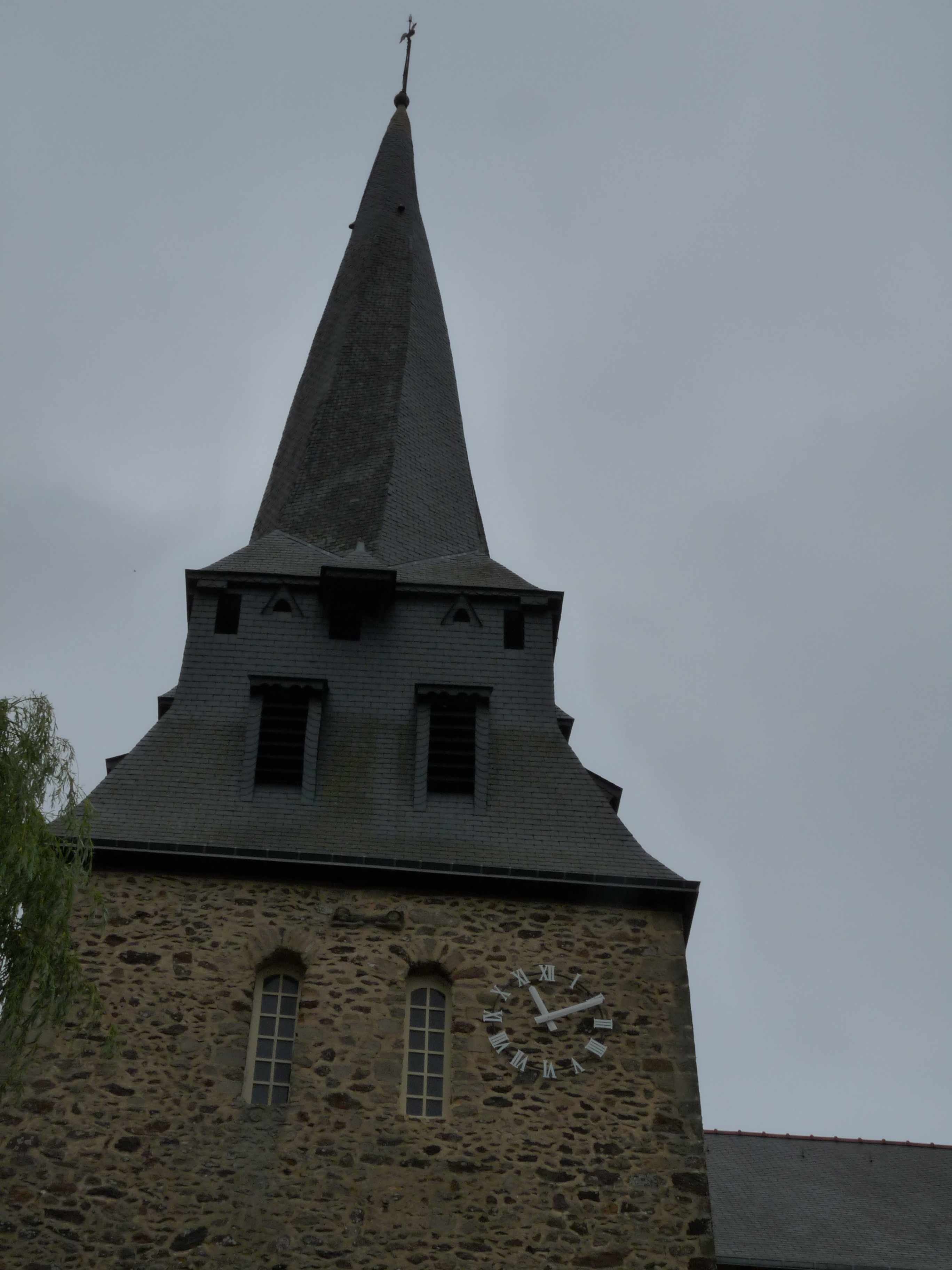
Meslay-du-Maine.
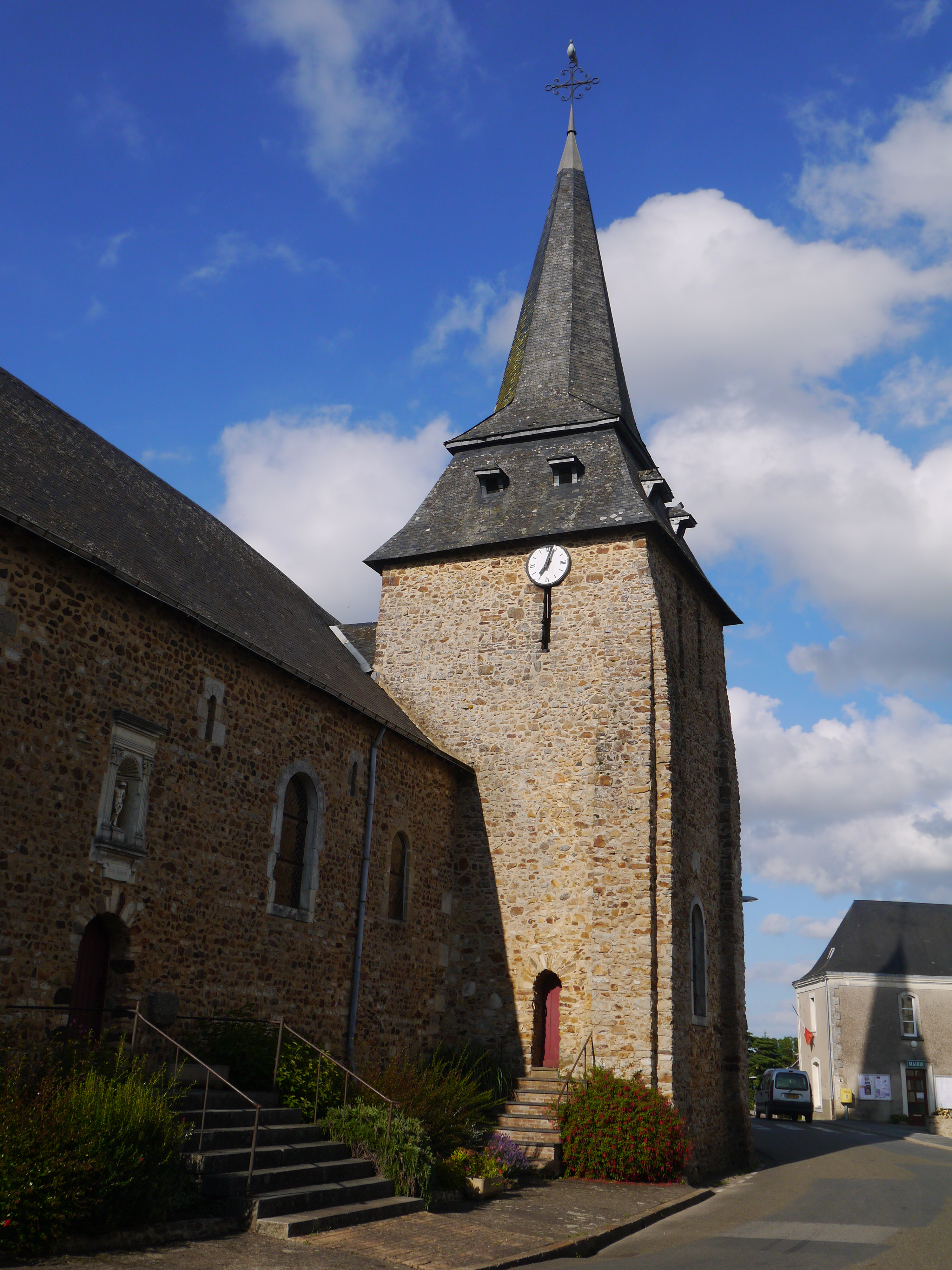
Ruillé-Froid-Fonds.
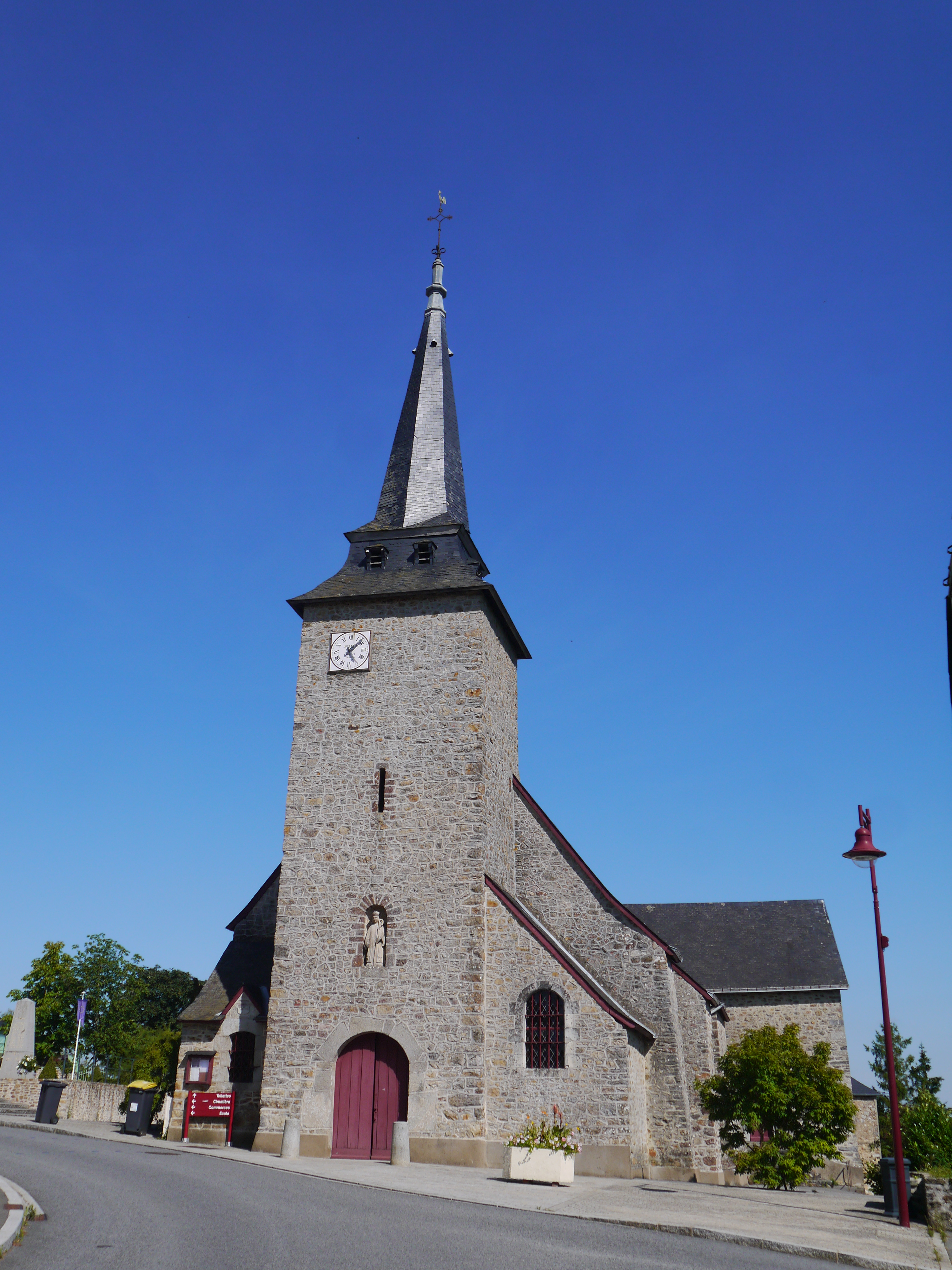
Saint-Germain-le-Fouilloux.

### Département deMeurthe-et-Moselle

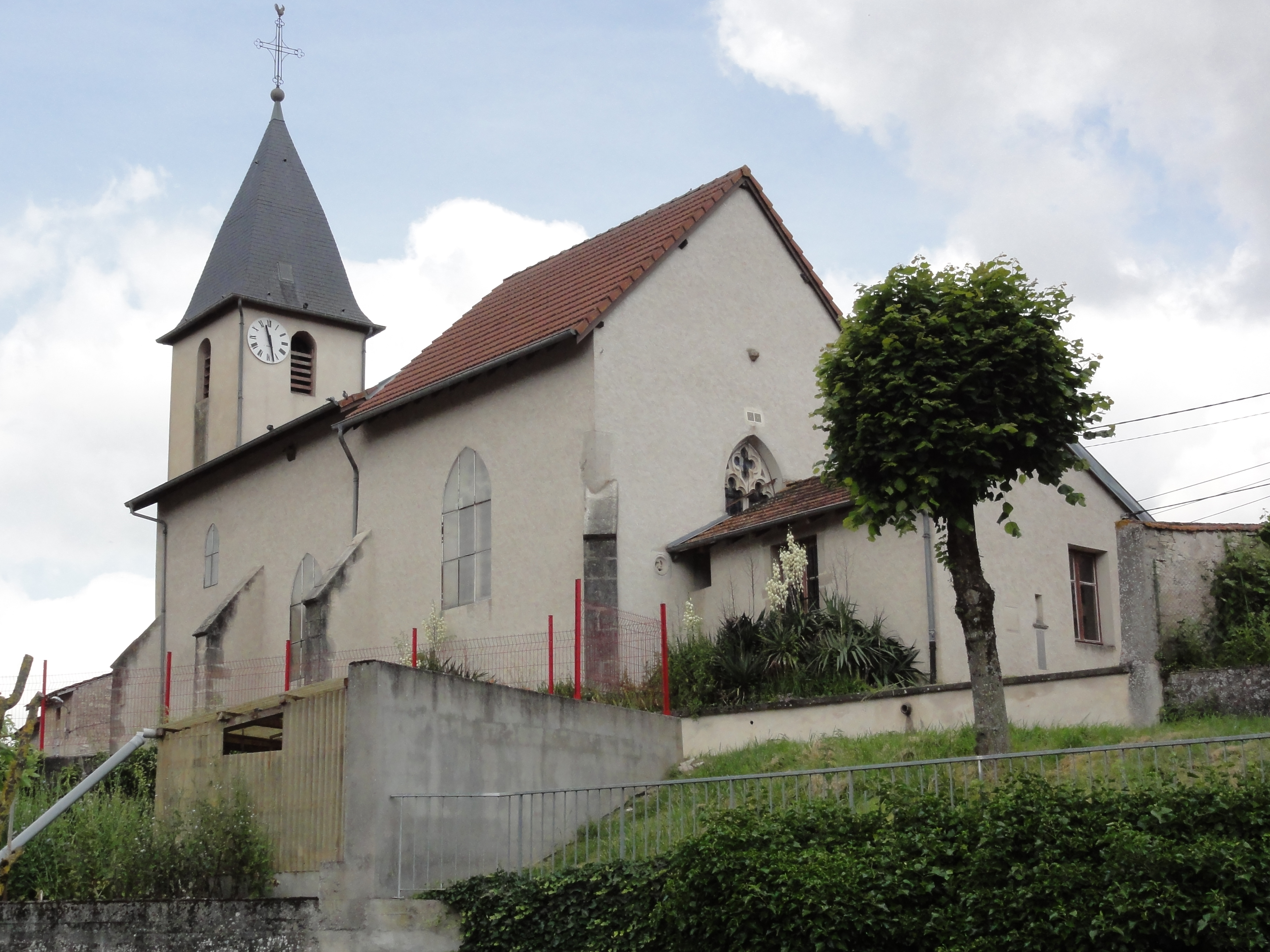
Église Sainte-Croix de Lorey.

- Église Sainte-Croix de Lorey Église Sainte-Croix de Lorey.

### Département de laMeuse

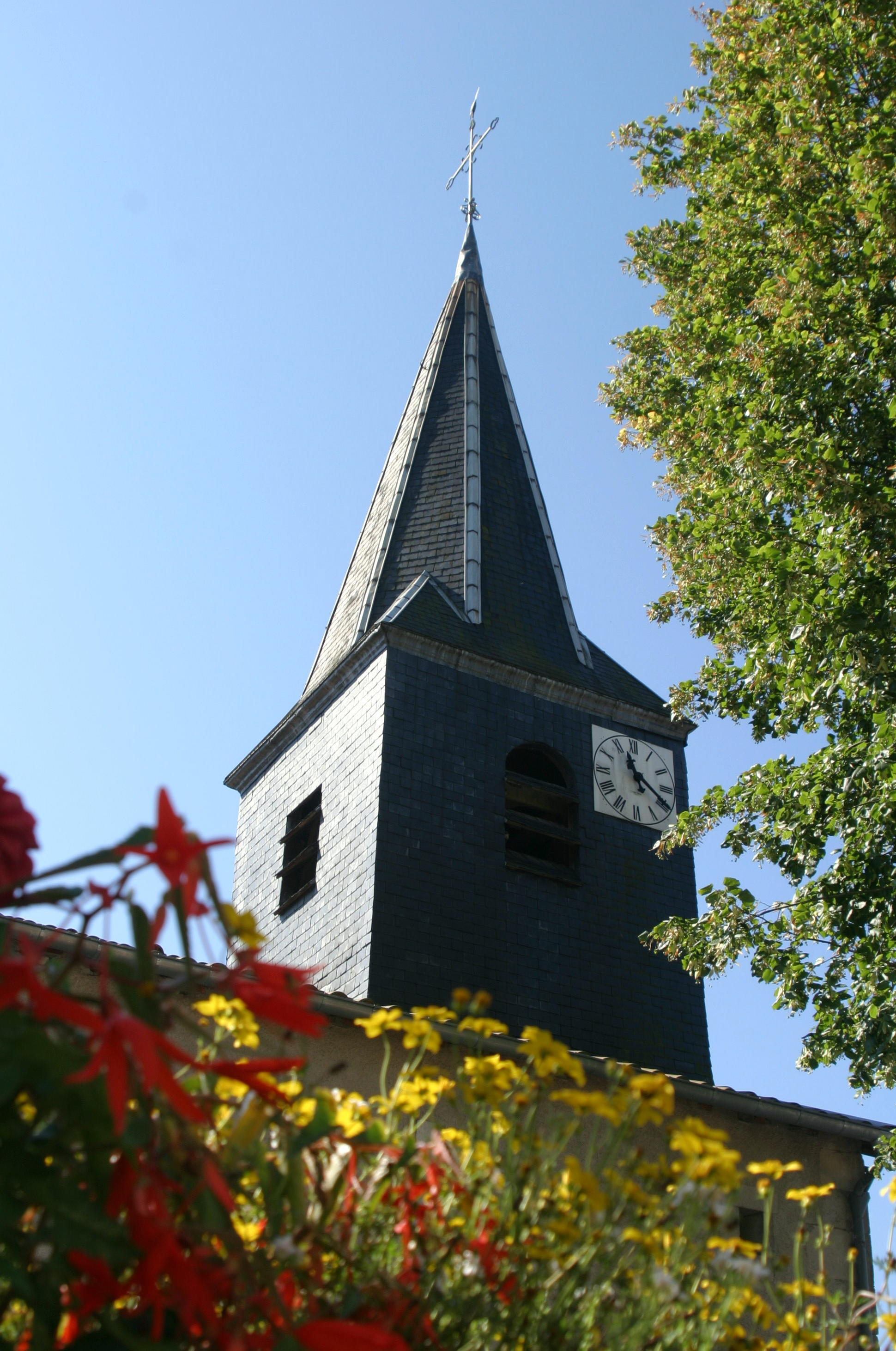
Église Saint-Nicolas à Void-Vacon.

- Église Saint-Nicolas à Void-Vacon

### Département duMorbihan
- Église Saint-Cyr-et-Sainte-Julitte à Ambon ;
- Église Saint-Martin, Noyal-Muzillac.

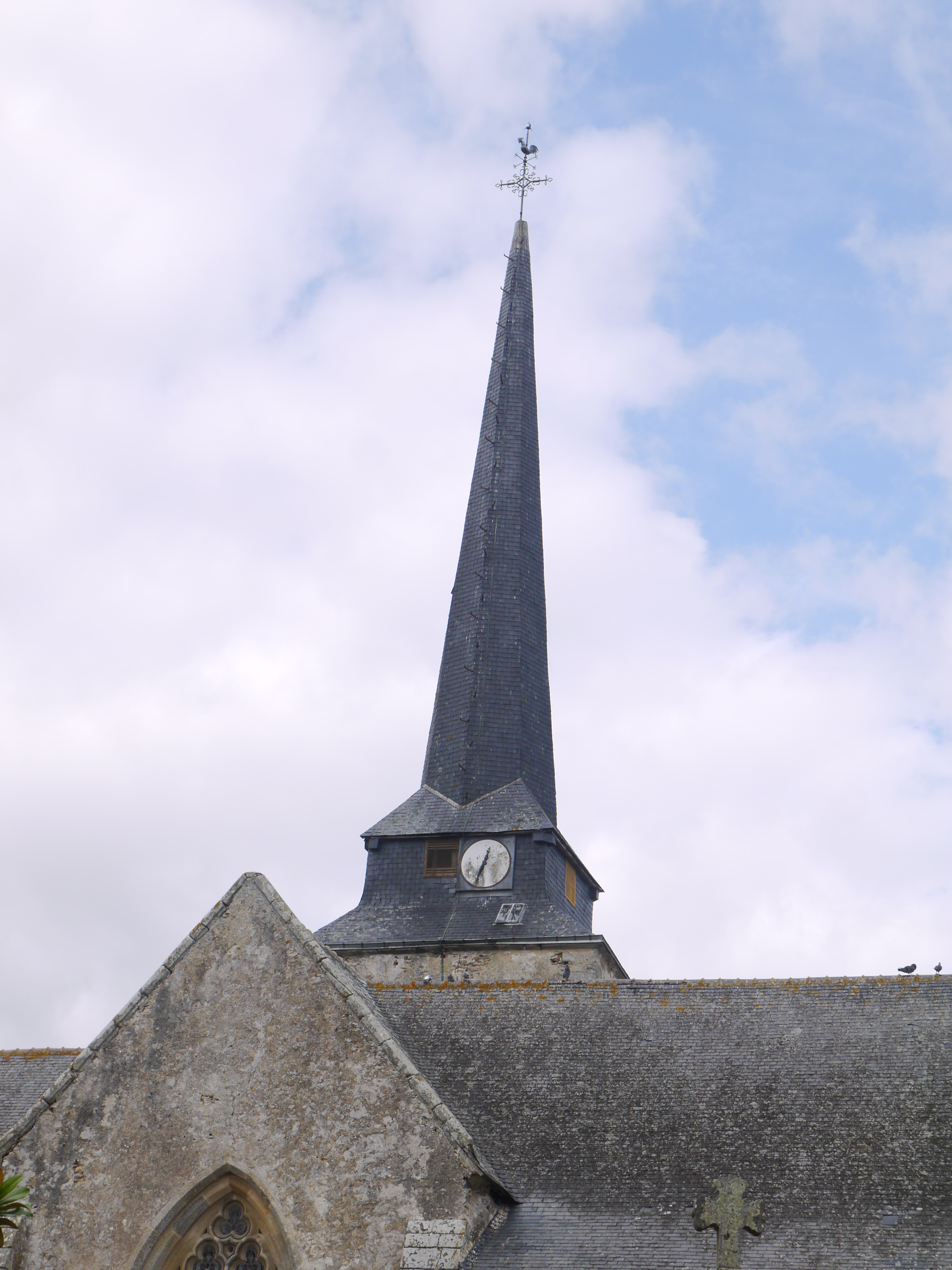
Ambon.
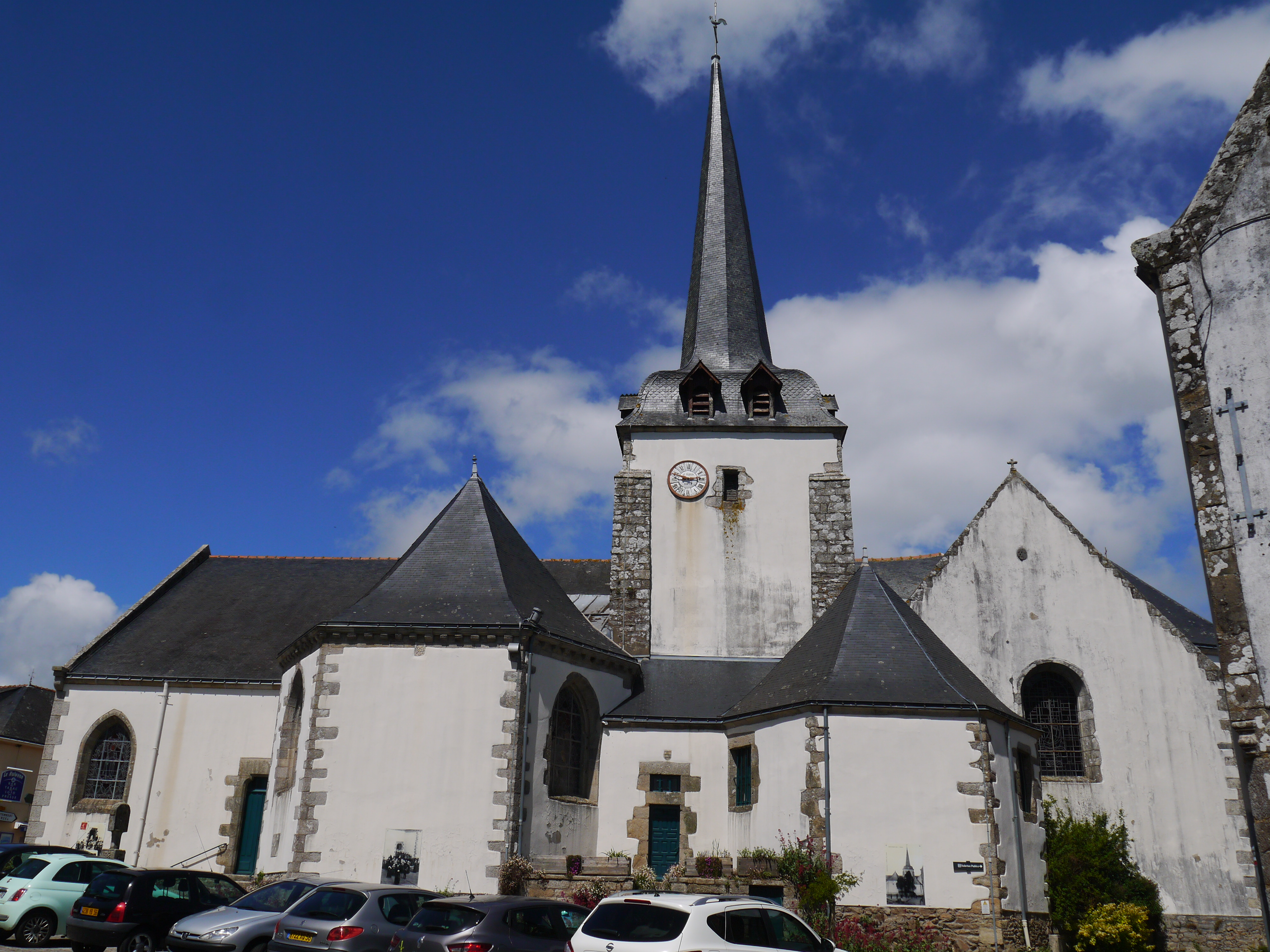
Noyal-Muzillac.

### Département de l'Orne
- Bellême, église Saint-Sauveur.

### Département duPuy-de-Dôme
- Opme, village intégré à la commune de Romagnat.

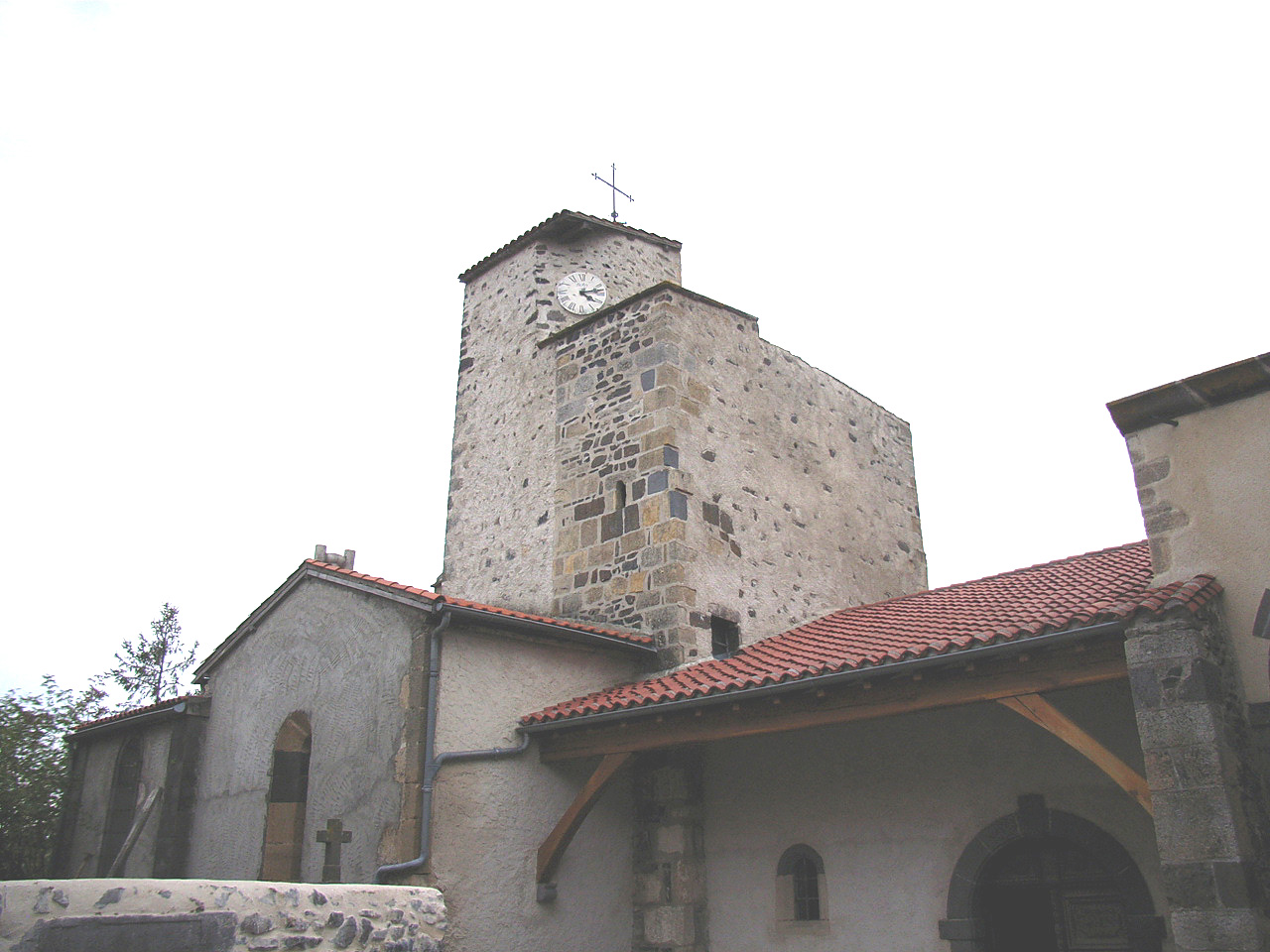
Opme.

### Département de laSarthe
- Courcelles-la-Forêt ;
- Gréez-sur-Roc.

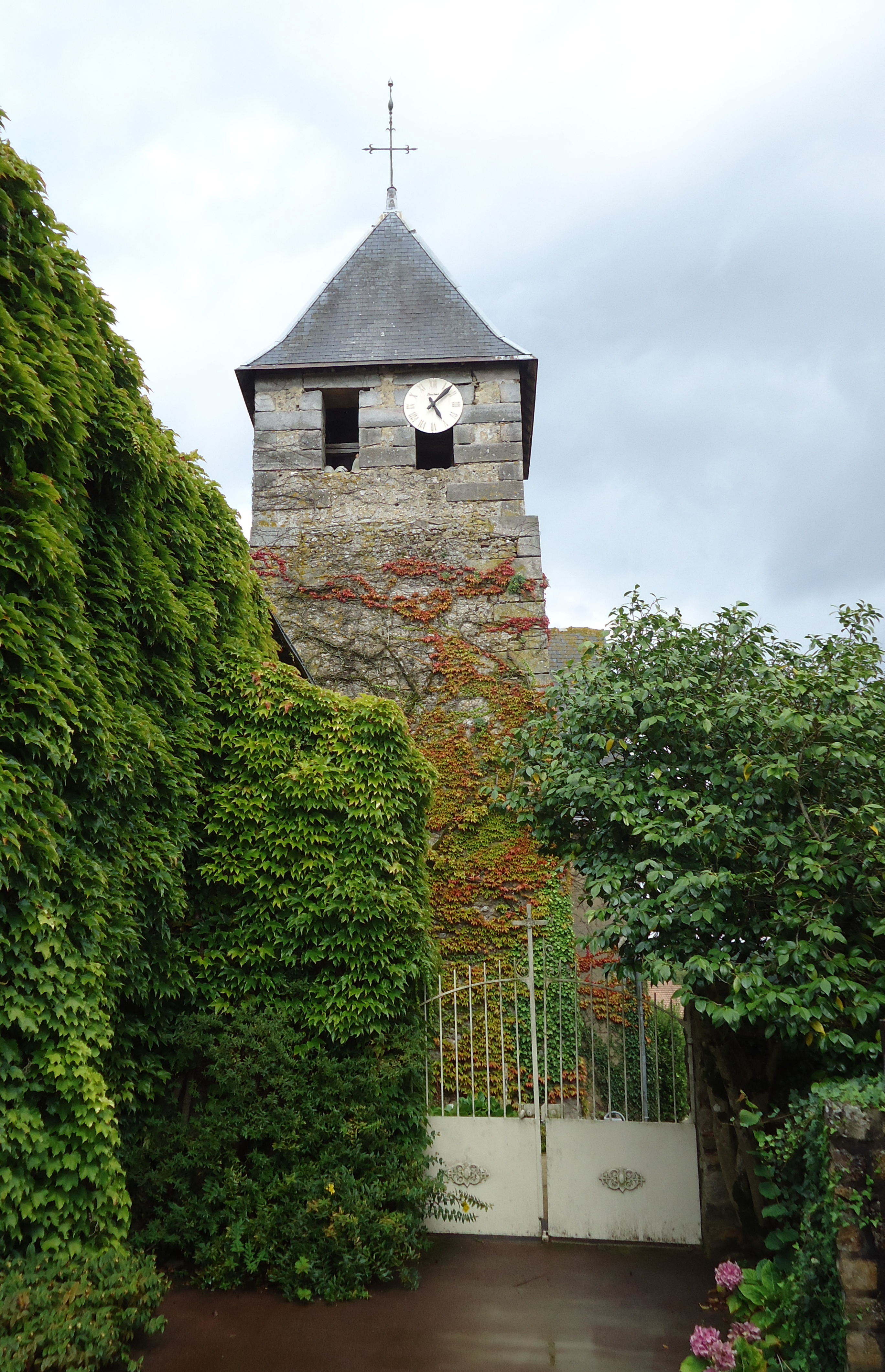
Courcelles-la-Forêt.
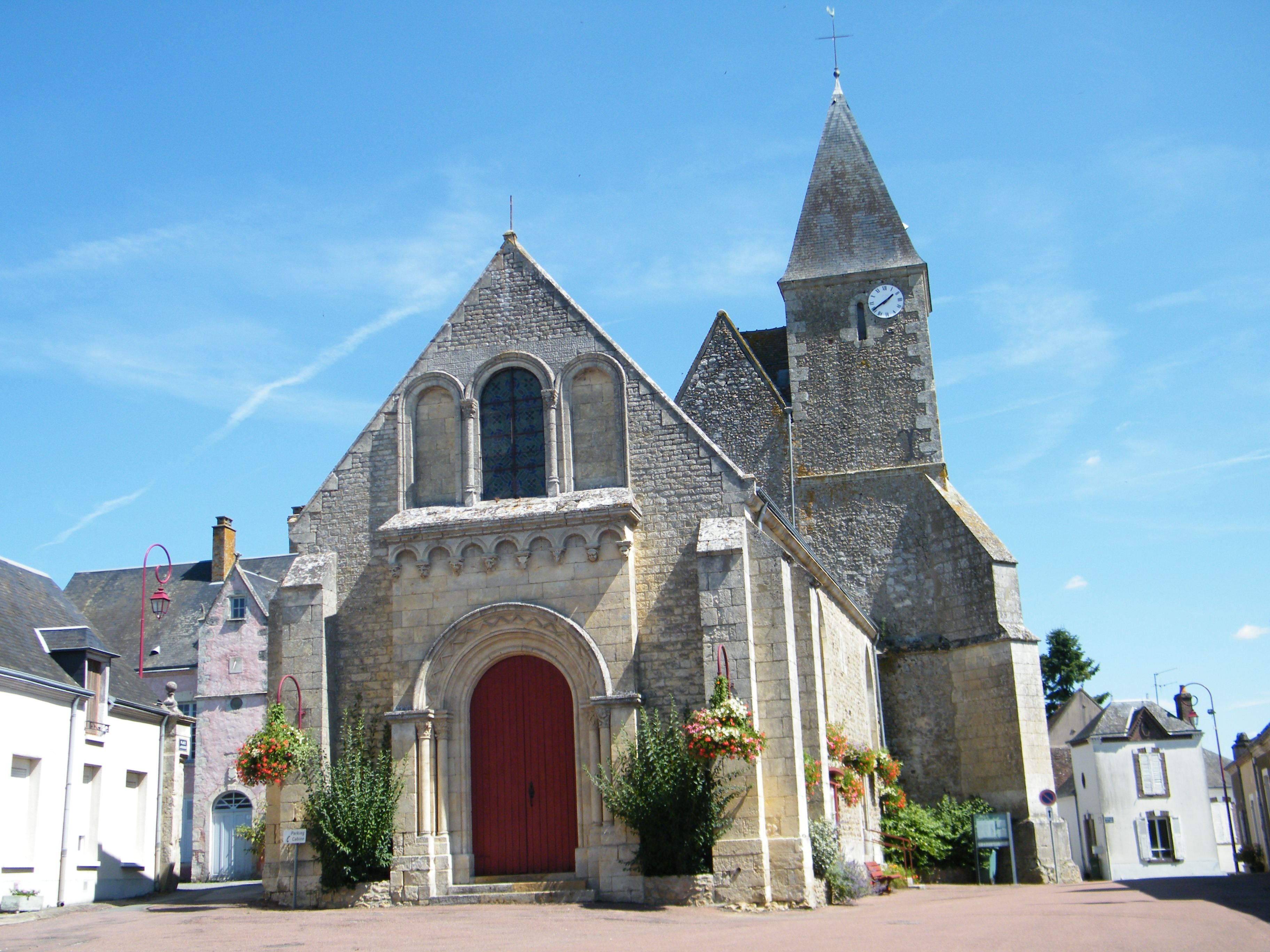
Gréez-sur-Roc.

### Département de laSeine-Maritime

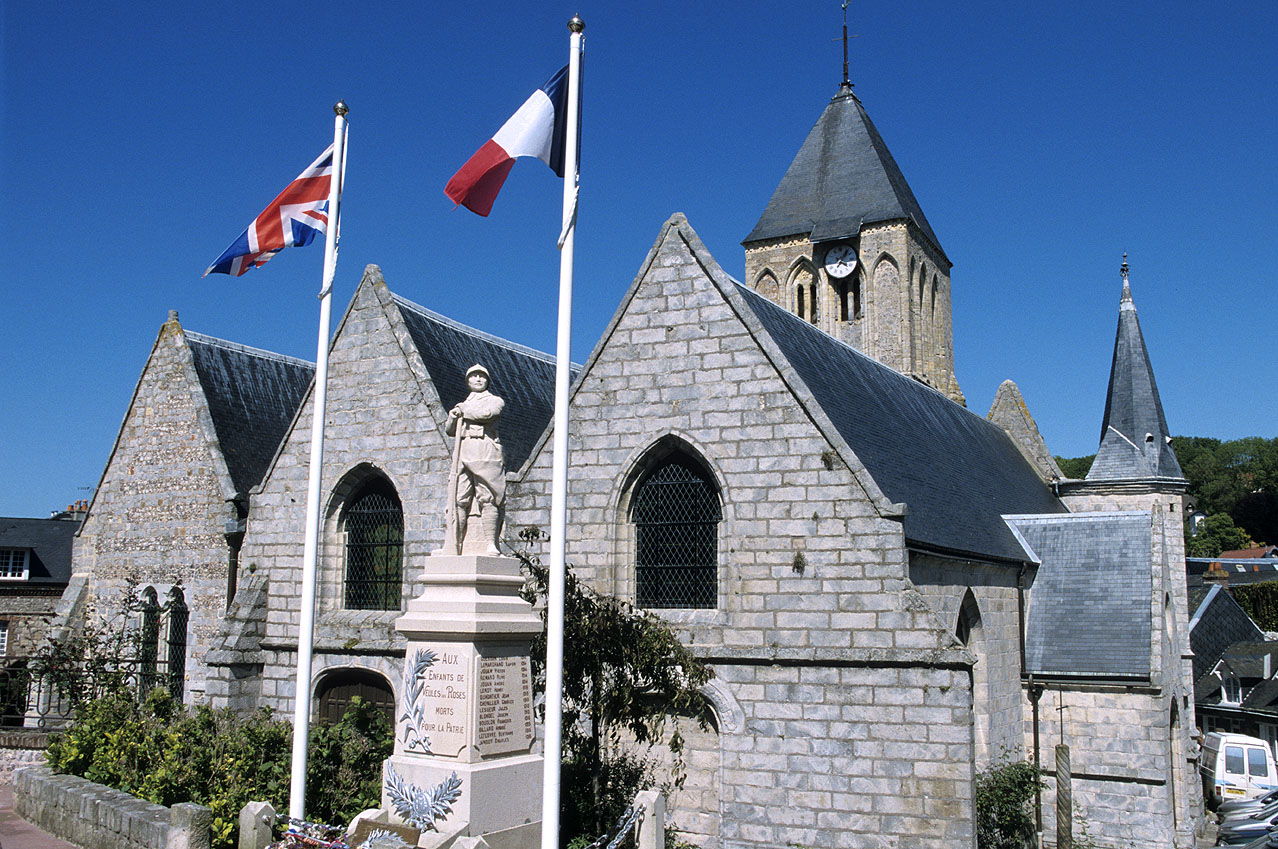
Église Saint-Martin de Veules-les-Roses

- Église Saint-Martin, Vatteville-la-Rue.
- Église Saint-Martin, Veules-les-Roses.

### Département de laSomme
- Abbeville, église Saint-Jean-Baptiste du quartier de Rouvroy ;
- Acheux-en-Amiénois ;
- Andechy, non pas l'église actuelle, mais l'ancienne (détruite lors de la Première Guerre mondiale) ;
- Croix-Moligneaux ;
- Guerbigny ;
- Lœuilly ;
- Maison-Roland ;
- Sains-en-Amiénois ;
- Sentelie ;
- Warsy.

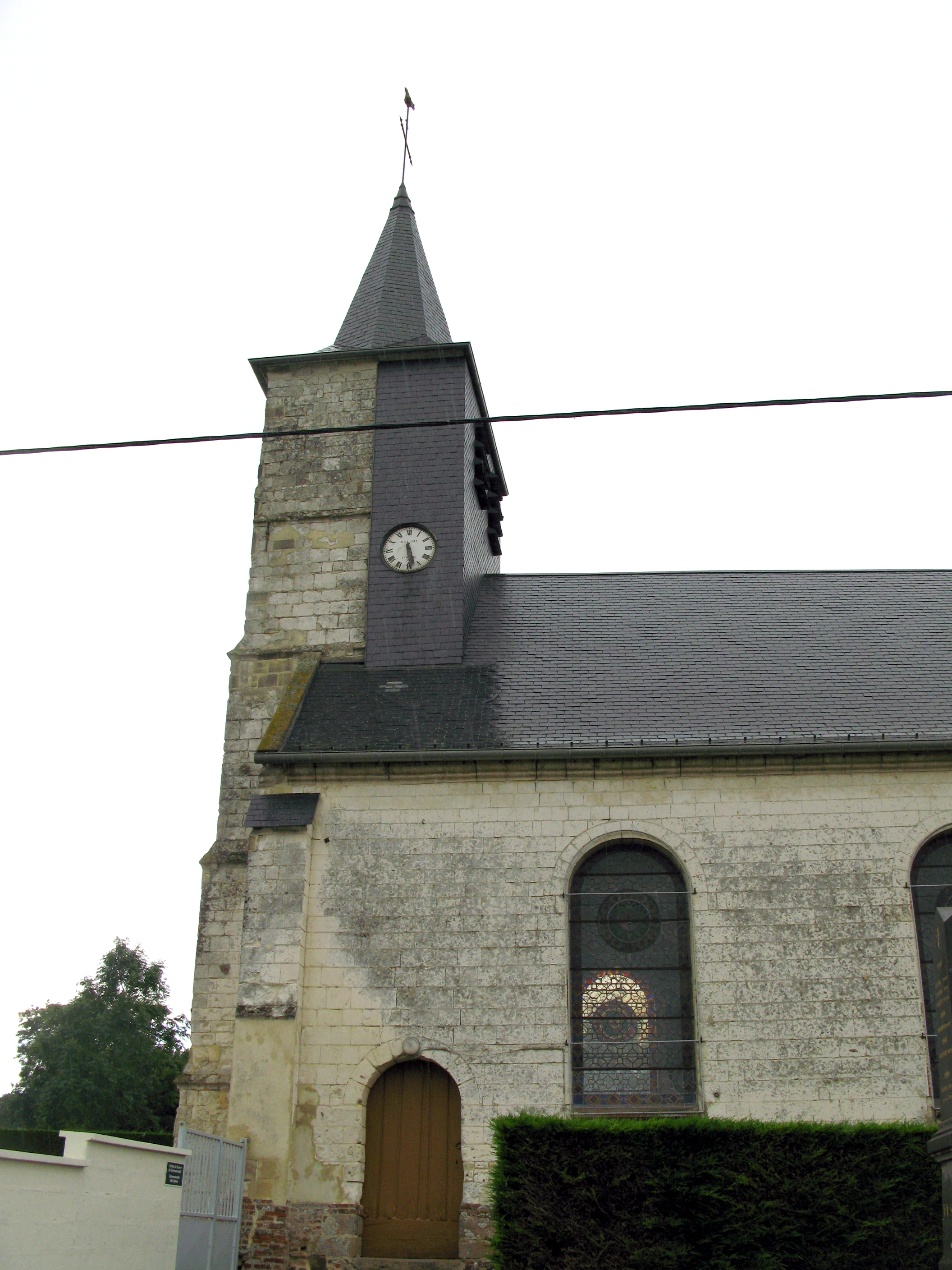
Maison-Roland, sur un seul côté.
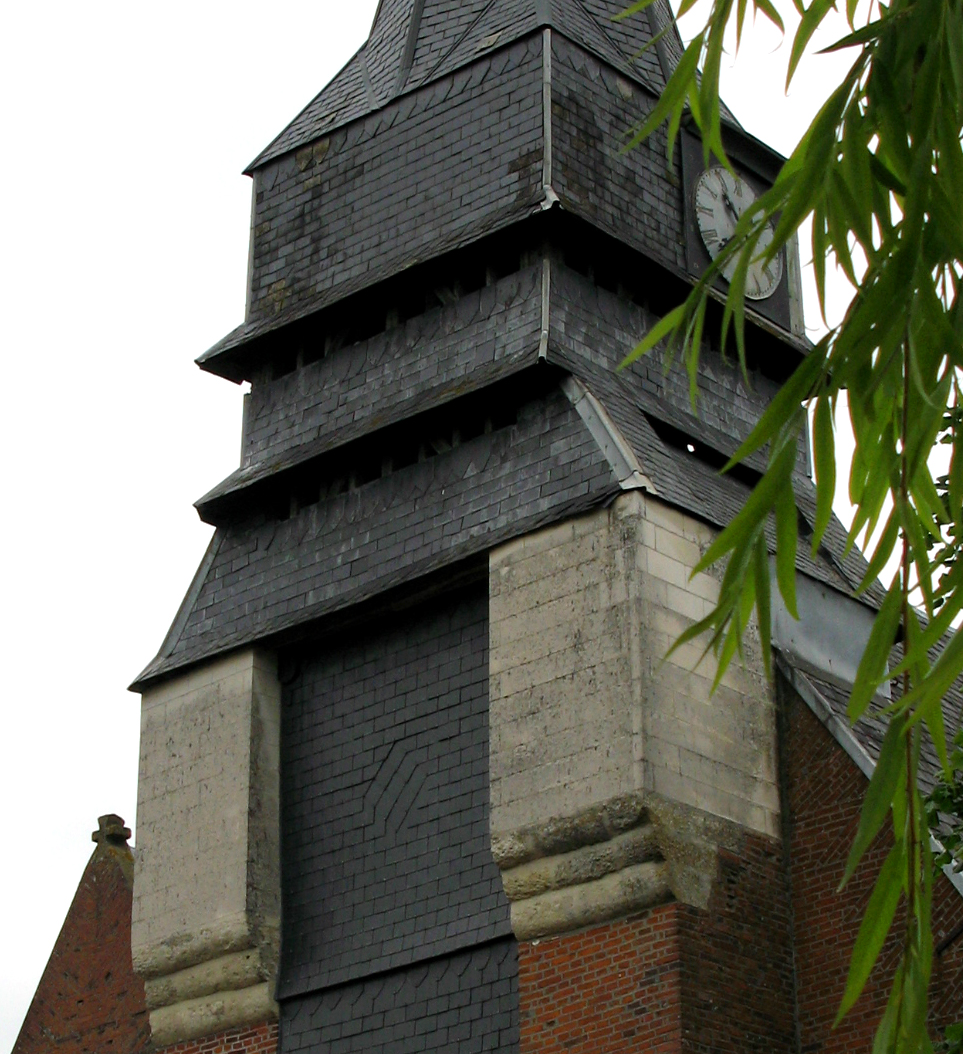
Sains-en-Amiénois, sur un seul côté.
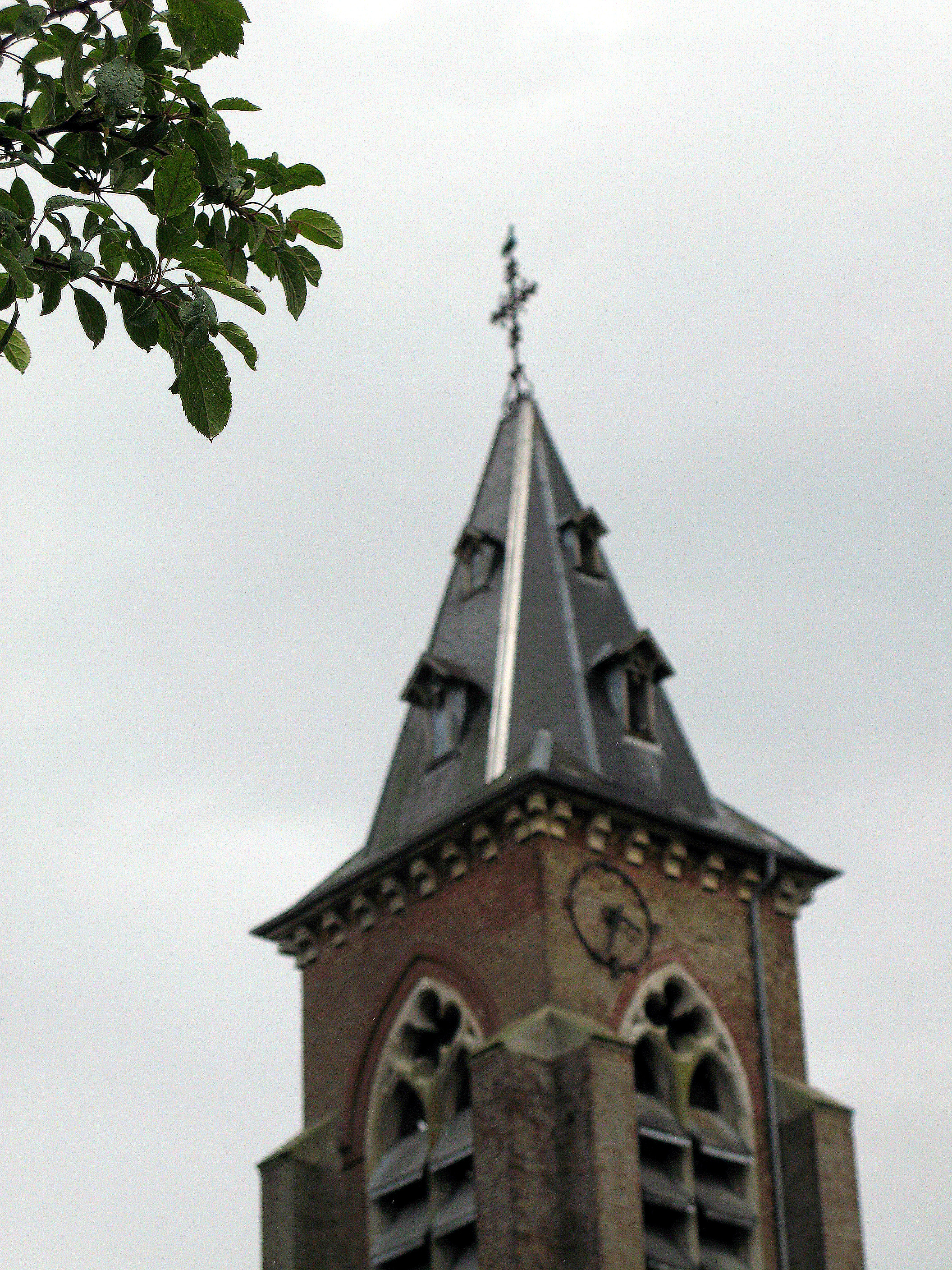
Rouvroy (quartier d'Abbeville), sur deux côtés opposés.
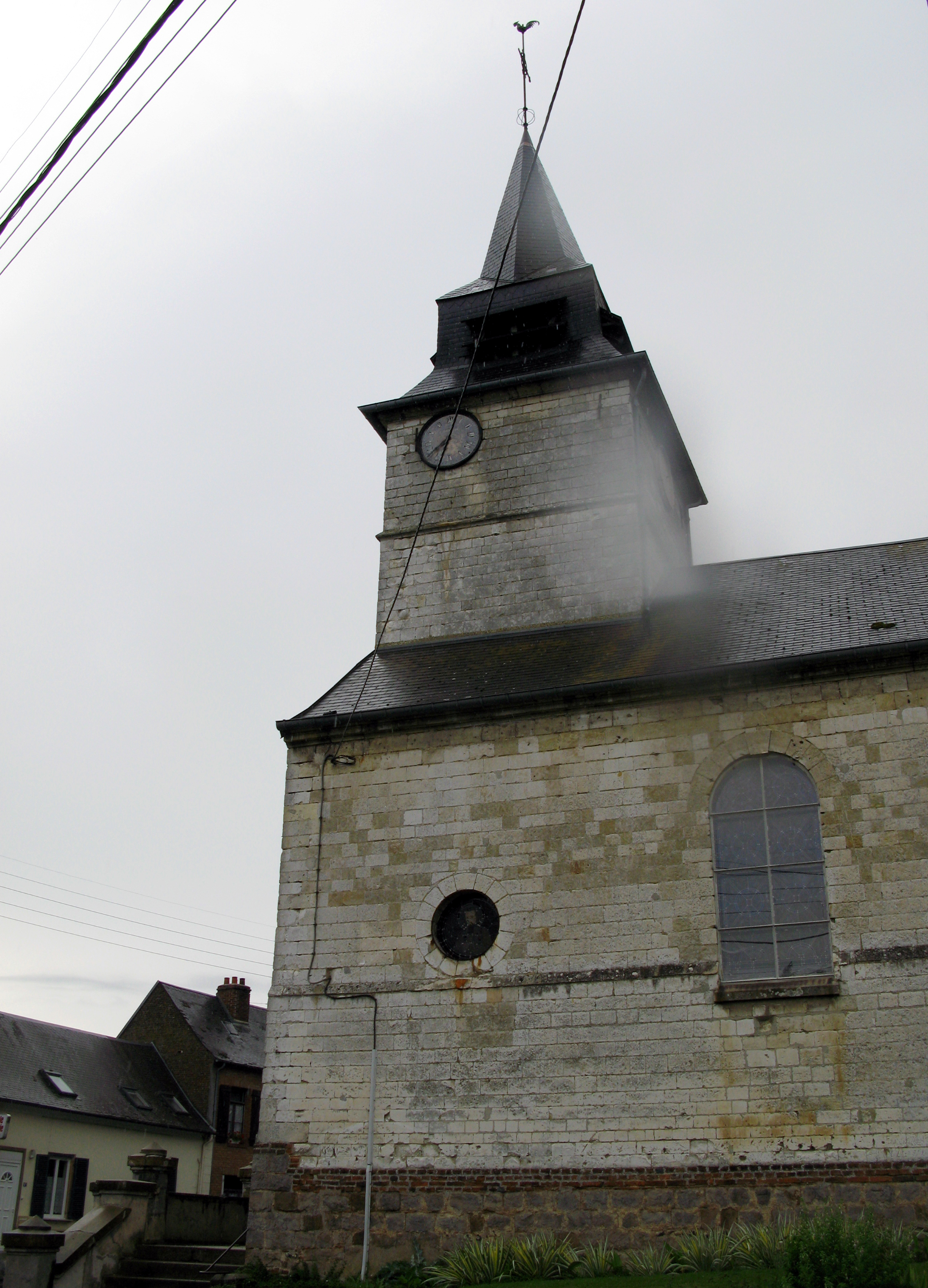
Acheux-en-Amiénois.
Lœuilly, sur deux côtés voisins.

### Département duVar
- Ginasservis, église Saint-Laurent.

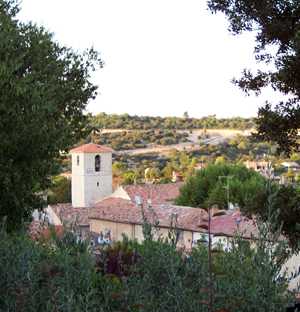
Église Saint-Laurent de Ginasservis.

### Département de laVendée
- Bazoges-en-Pareds, église Notre-Dame-de-l'Assomption ;
- Breuil-Barret, église Saint-Hilaire ;
- Olonne-sur-Mer, église Sainte-Marie ;
- Réaumur, église Notre-Dame ;
- Saint-Cyr-des-Gâts, église Saint-Cyr.

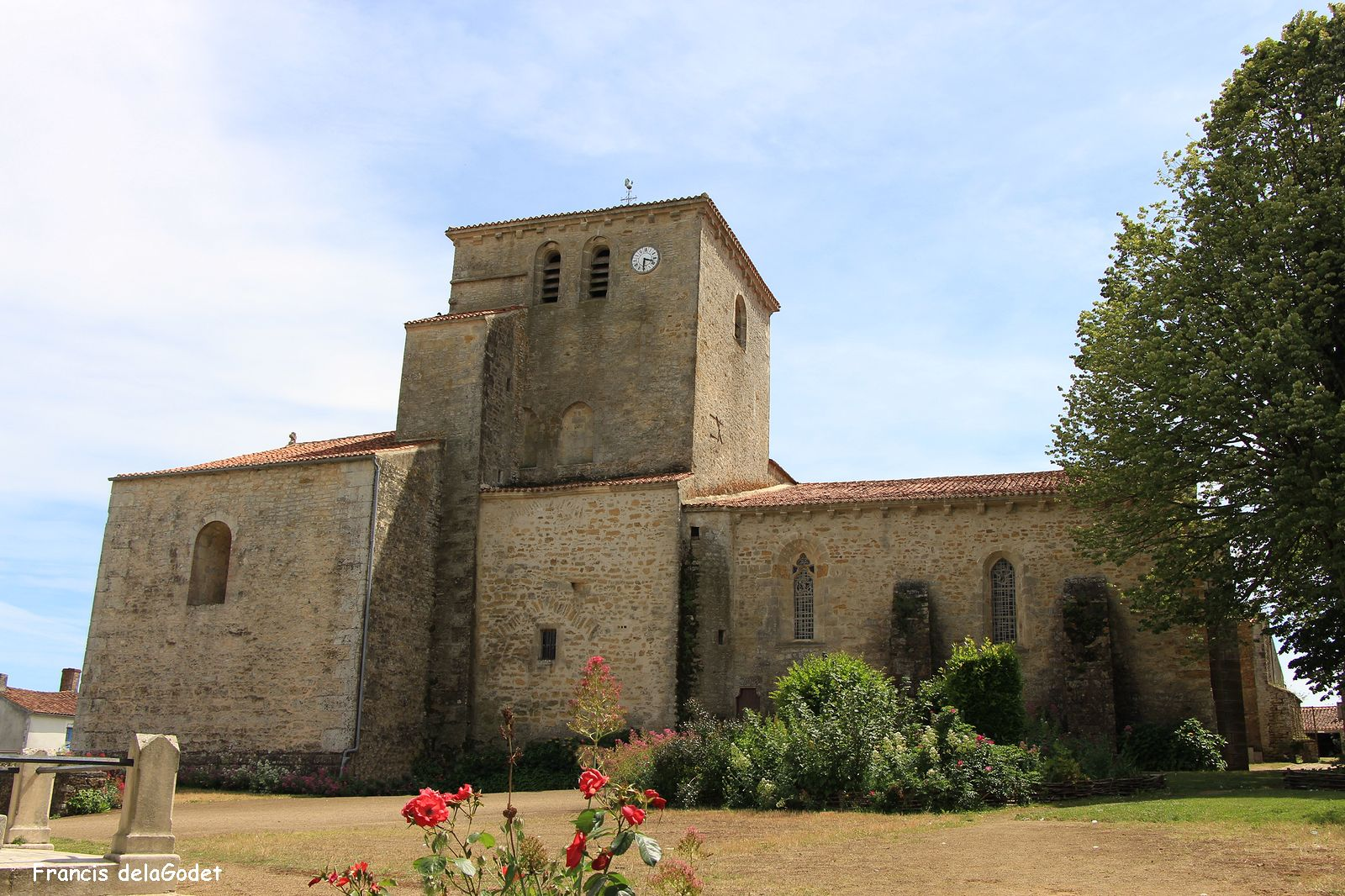
Église Notre-Dame-de-l'Assomption de Bazoges-en-Pareds.
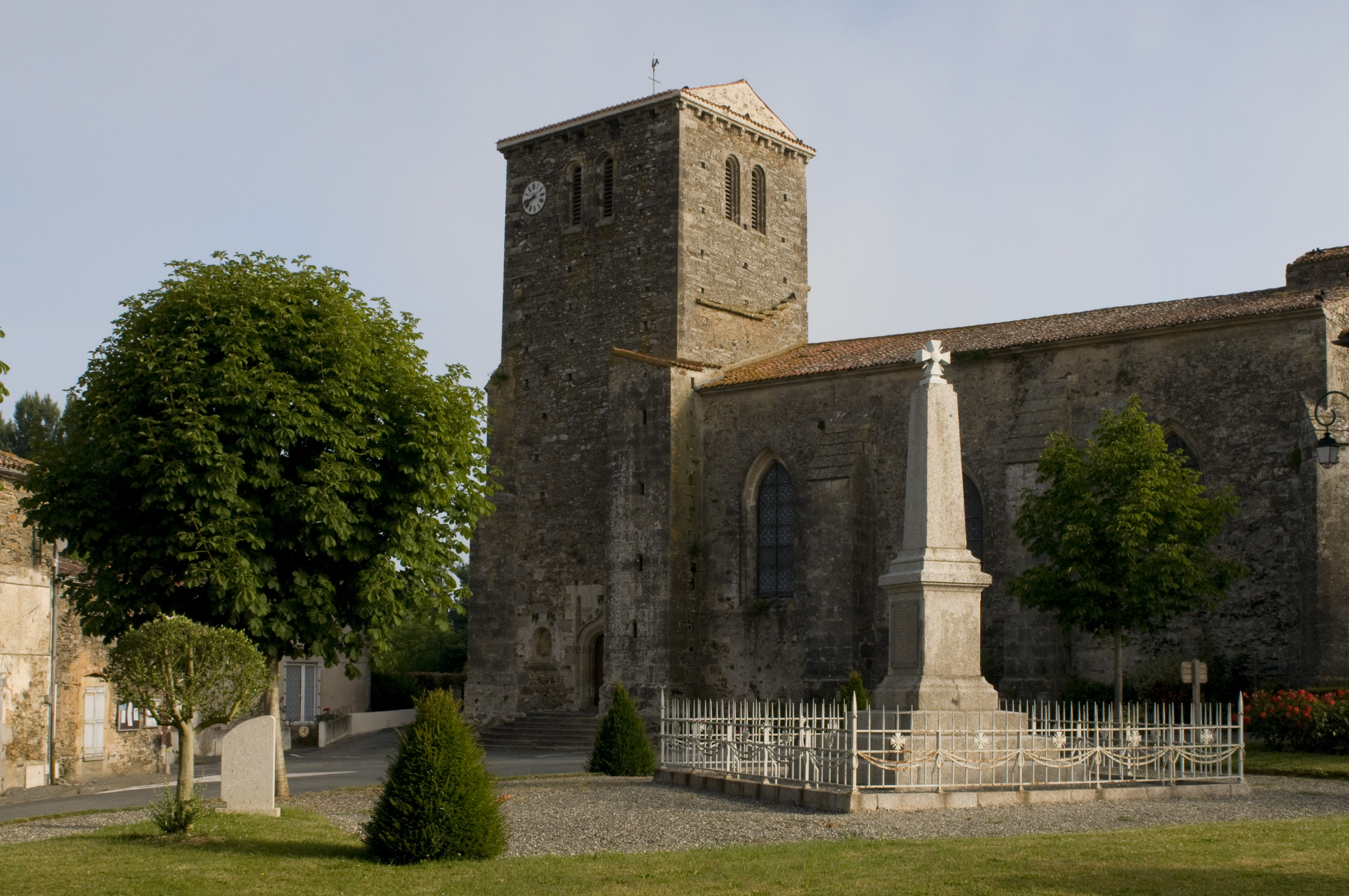
Église Saint-Hilaire de Breuil-Barret.
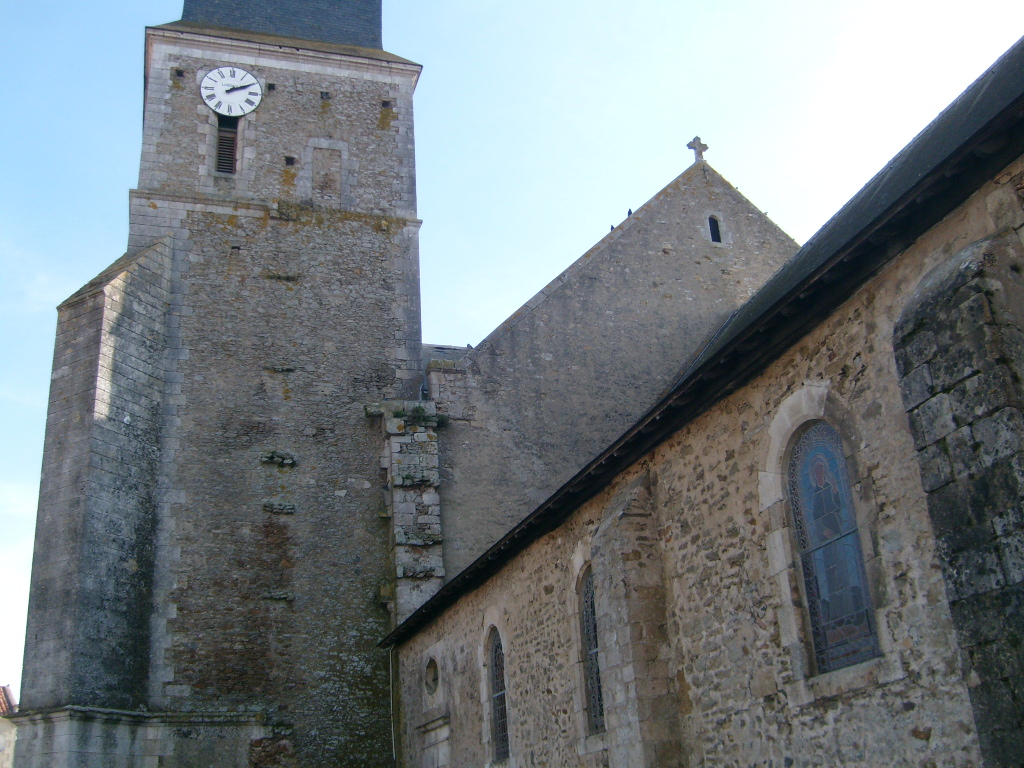
Église Sainte-Marie d'Olonne-sur-Mer.
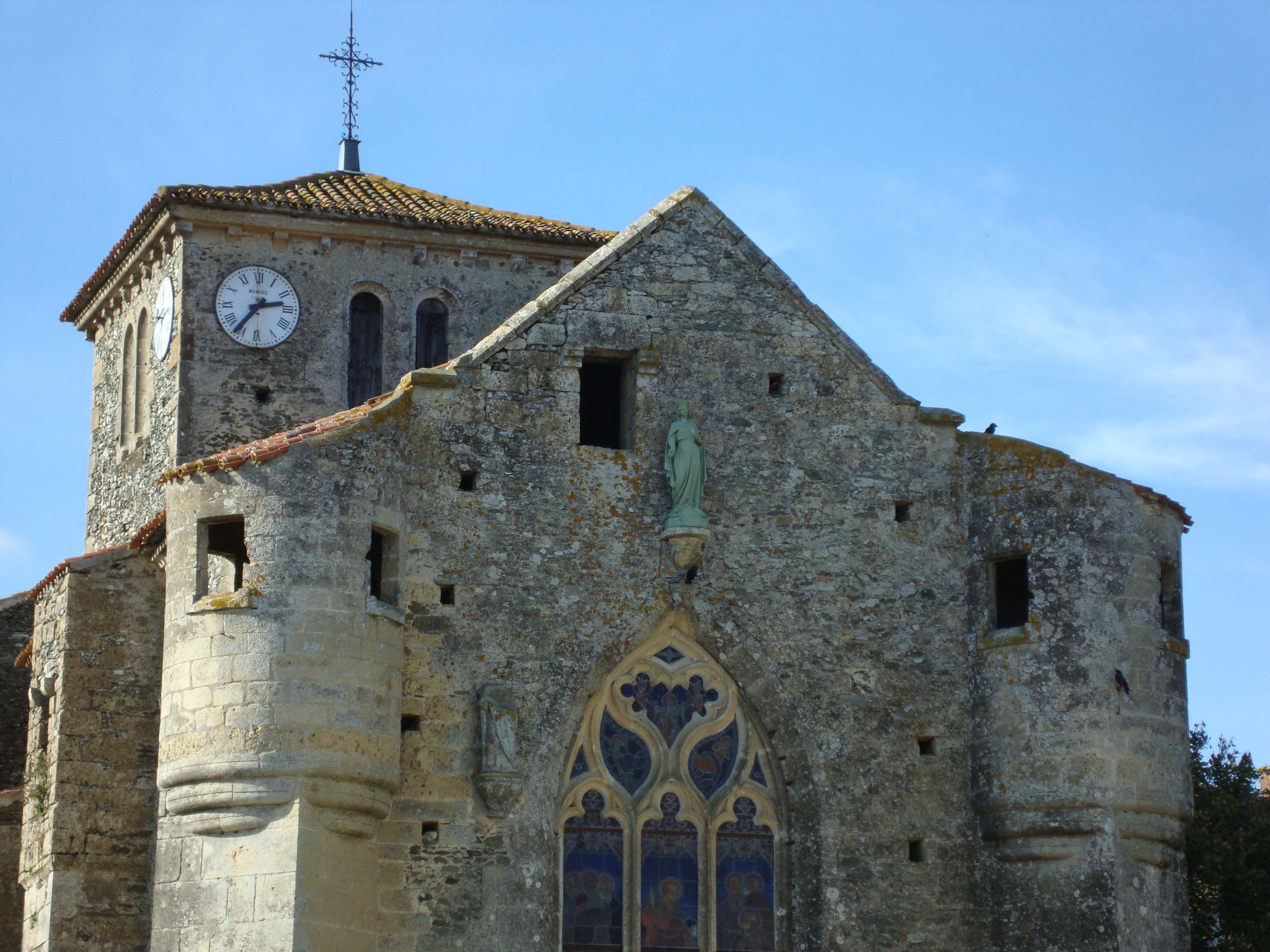
Église Notre-Dame de Réaumur.
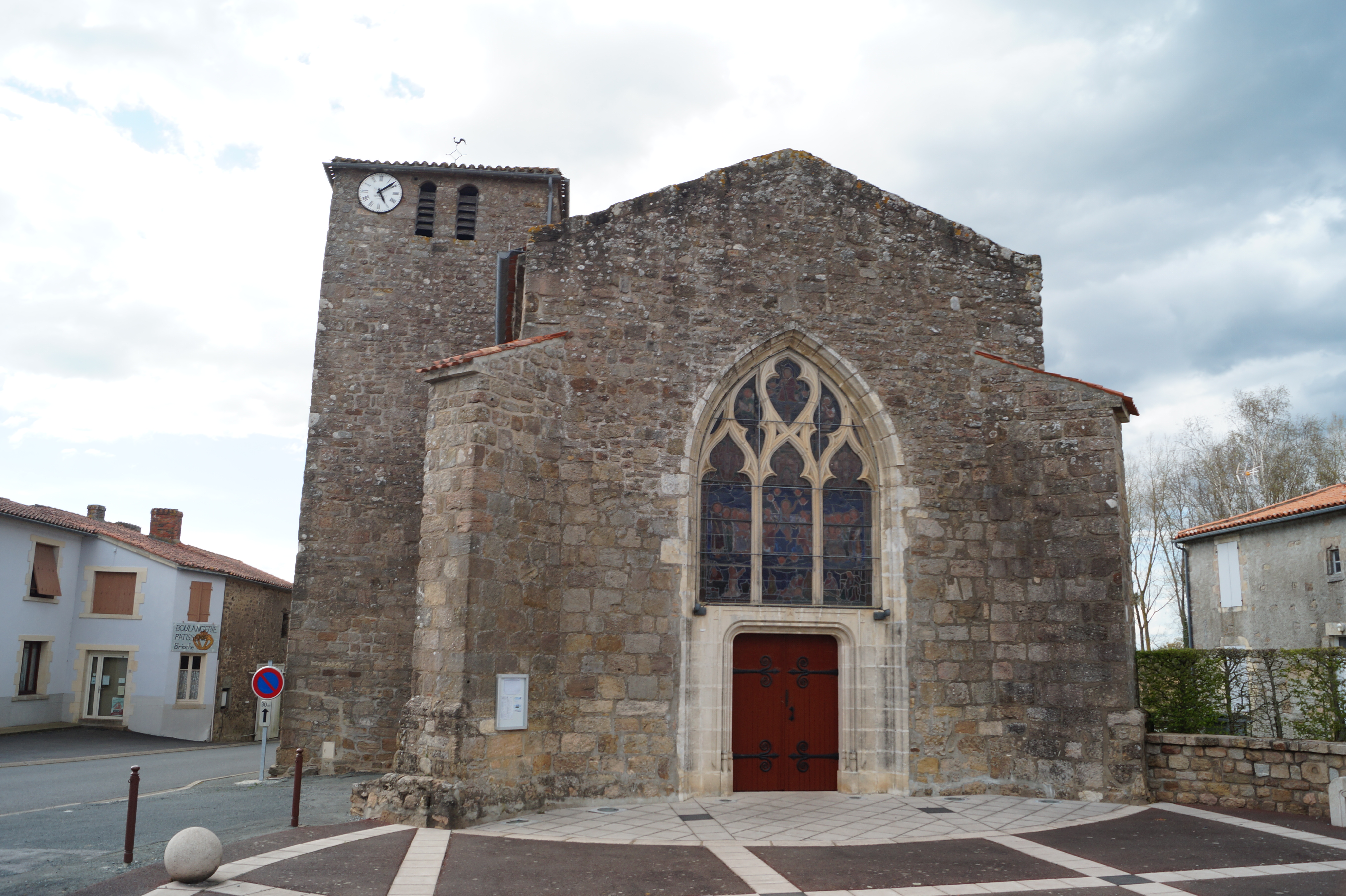
Saint-Cyr-des-Gâts.

### Département de laVienne
- Saint-Christophe, église Saint-Christophe.

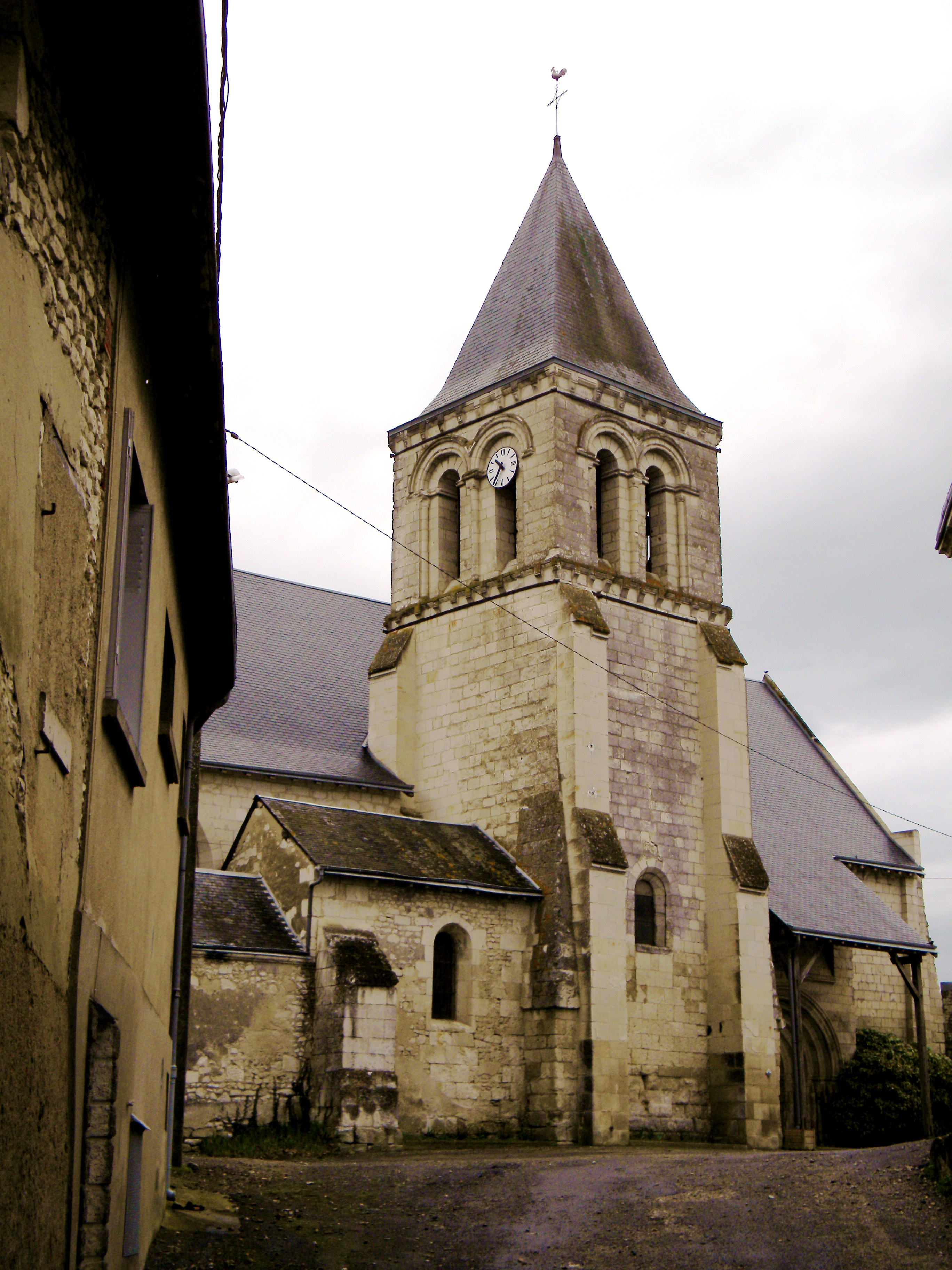
Saint-Christophe.

## Italie
- Amatrice, église Saint-François.

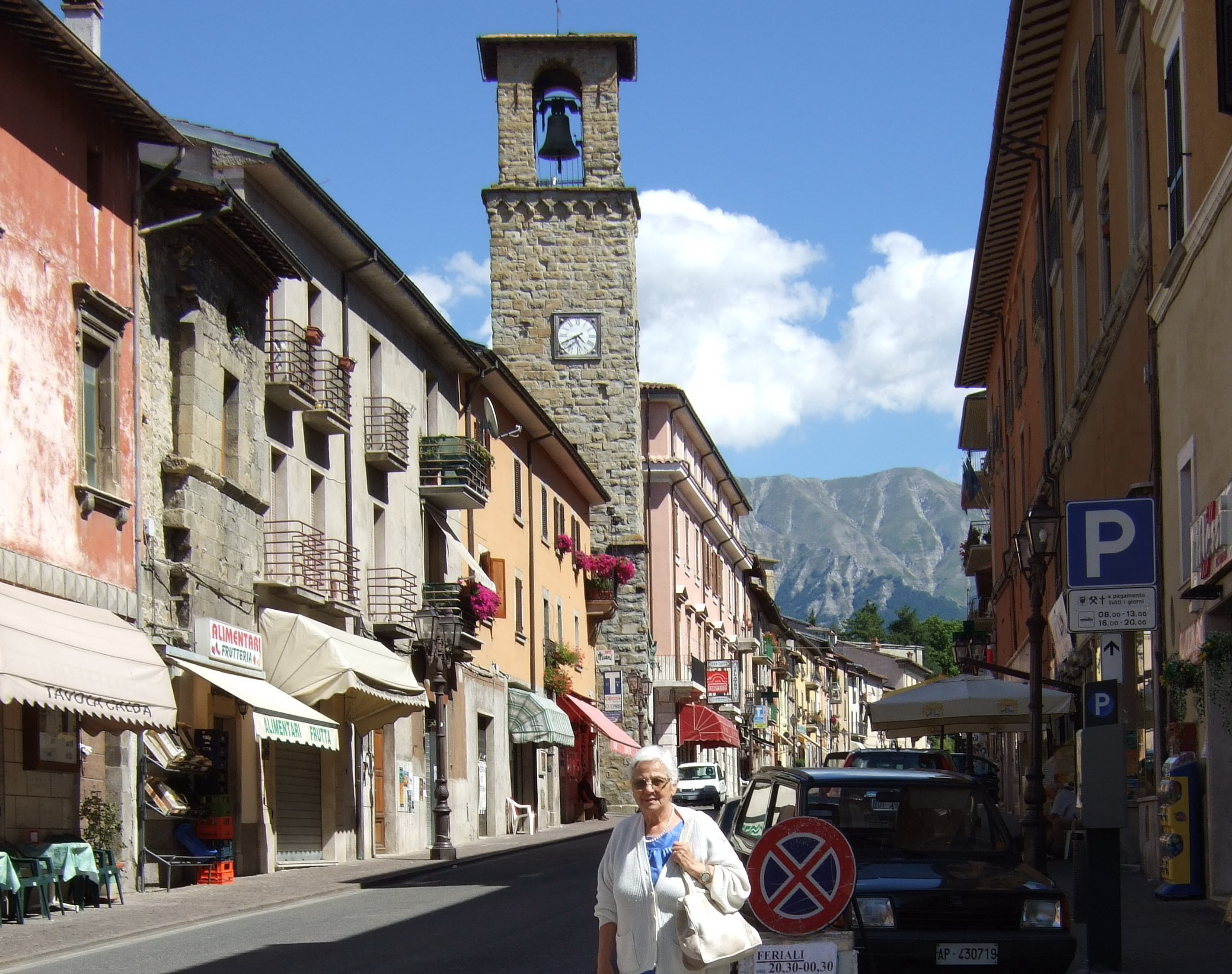
Amatrice, chapelle Saint-François.